# Montargis
Montargis (/mɔ̃.taʁ.ʒi/ ) est une commune française située dans le département du Loiret, en région Centre-Val de Loire.
Montargis est l'une des deux sous-préfectures du Loiret. Son unité urbaine comprenait 57 407 habitants en 2022, ce qui en faisait la septième aire urbaine de la région Centre-Val de Loire et la deuxième du Loiret (derrière celle d'Orléans).

## Géographie

Représentations cartographiques de la commune
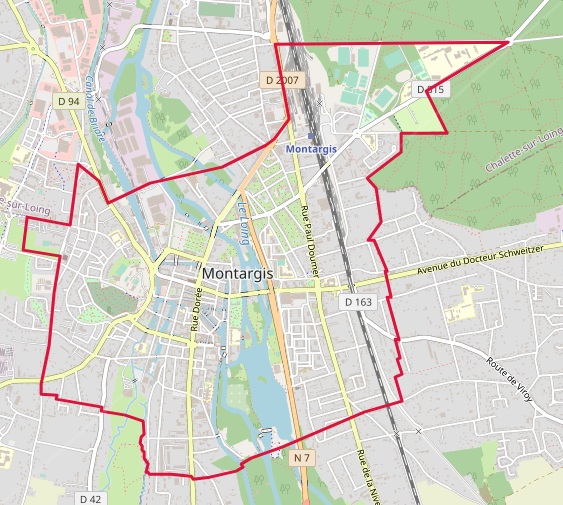
Carte OpenStreetMap.
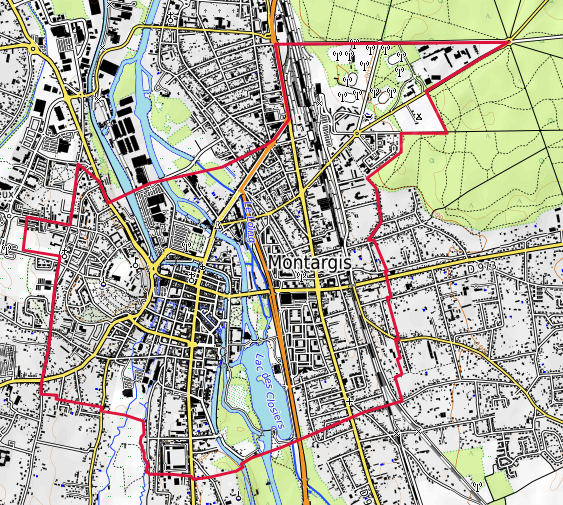
Carte topographique.

### Localisation
Montargis est située dans la région naturelle du Gâtinais à 33 km au sud de Nemours, à 38 km au nord de Gien, à 53 km au sud-ouest de Sens, à 68 km à l'est de la préfecture Orléans, à 76 km au nord-ouest de la préfecture de l'Yonne, Auxerre et à 109 km au sud de Paris.

### Communes limitrophes
Les communes limitrophes sont Châlette-sur-Loing, Amilly et Villemandeur.
| Châlette-sur-Loing | Châlette-sur-Loing | Châlette-sur-Loing |
| Villemandeur       | Montargis          | Amilly             |
| Villemandeur       | Amilly             | Amilly             |

### Géologie et relief
La superficie de la commune est de 446 hectares ; son altitude varie de 82  à   112 mètres.

### Hydrographie

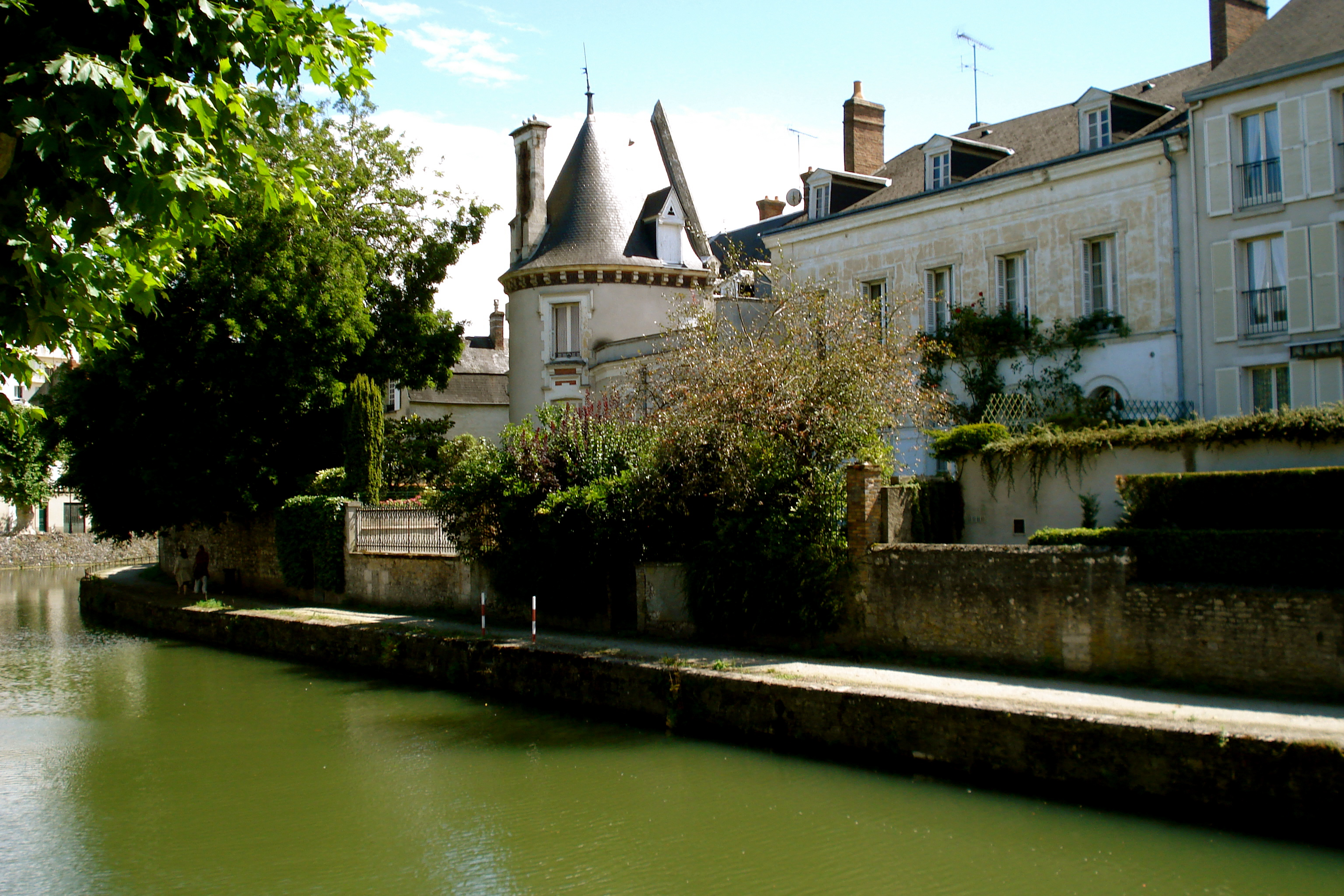
Le canal de Briare à Montargis.

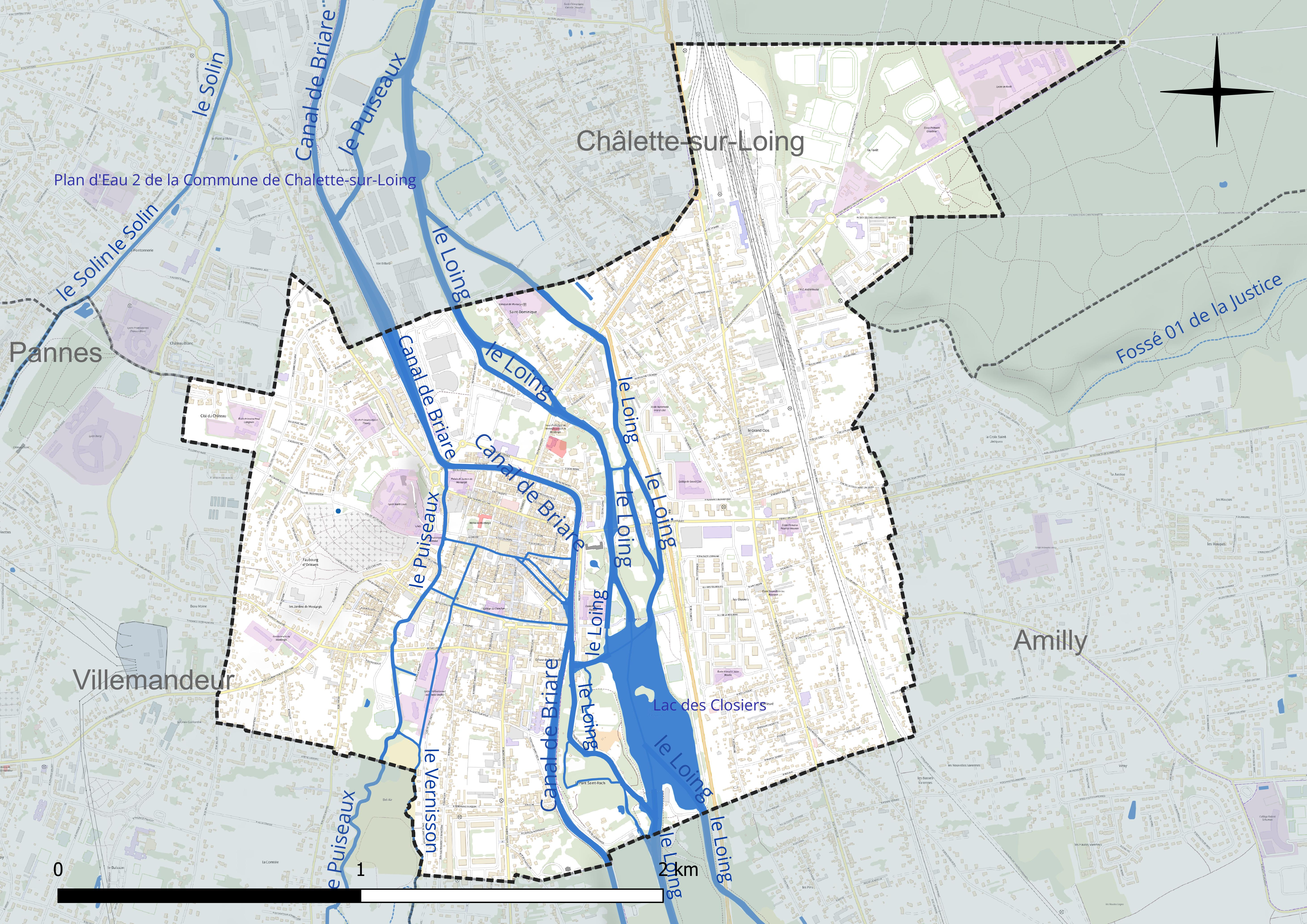
Réseau hydrographique de Montargis.

Le réseau hydrographique, d'une longueur totale de 10,5 km, est particulièrement compliqué et dense. Il se trouve être traversé du sud au nord par le Loing (2,01 km) et le Canal de Briare (2,24 km) ainsi que par le Vernisson et le Puiseaux qui confluent avant de se jeter dans le canal de Briare. De multiples canaux sont, d’autre part, à dénombrer dans le centre-ville de Montargis, qui ont contribué avec en particulier ses 131 ponts et passerelles au surnom de la « Venise du Gâtinais ».
Le canal de Briare permet à la navigation de relier les fleuves de Loire et de Seine et est un des plus anciens canaux de France et le premier de type canal à bief de partage, prototype de tous les canaux modernes. Avec les 54 km de son parcours et ses 38 écluses, en suivant principalement les vallées du Loing côté Seine et de la Trézée côté Loire, il relie le canal du Loing, depuis le hameau de Buges dans le Loiret, à la Loire et au canal latéral à la Loire à Briare. Le canal est géré par VNF.
Le Loing, d'une longueur totale de 142,7 km, prend sa source à Sainte-Colombe-sur-Loing, arrose la Puisaye et le Gâtinais et se jette dans la Seine à Moret-Loing-et-Orvanne. La station hydrométrique la plus proche de la commune est celle de Montargis, pont de Tivoli. La hauteur maximale, avant la crue de 2016, a été atteinte le 20 janvier 1910 avec 3,16 m.
Le Puiseaux, d'une longueur totale de 37,1 km, prend sa source dans la commune des Choux et se jette dans le Loing à Montargis, après avoir traversé 12 communes.
Sur le plan piscicole, le Puiseaux est classé en deuxième catégorie piscicole. L'espèce biologique dominante est constituée essentiellement de poissons blancs (cyprinidés) et de carnassiers (brochet, sandre et perche).
Le Vernisson, d'une longueur totale de 37,1 km, prend sa source dans la commune de La Bussière et se jette dans le Canal 01 des Bonnins à Montargis, après avoir traversé 11 communes.
Sur le plan piscicole, le Vernisson est également classé en deuxième catégorie piscicole.

### Climat
Pour des articles plus généraux, voir Climat du Centre-Val de Loire et Climat du Loiret.
En 2010, le climat de la commune est de type climat océanique dégradé des plaines du Centre et du Nord, selon une étude du CNRS s'appuyant sur une série de données couvrant la période 1971-2000. En 2020, Météo-France publie une typologie des climats de la France métropolitaine dans laquelle la commune est exposée à un climat océanique altéré et est dans la région climatique Nord-est du bassin Parisien, caractérisée par un ensoleillement médiocre, une pluviométrie moyenne régulièrement répartie au cours de l’année et un hiver froid (3 °C).
Pour la période 1971-2000, la température annuelle moyenne est de 11,1 °C, avec une amplitude thermique annuelle de 15,8 °C. Le cumul annuel moyen de précipitations est de 684 mm, avec 10,9 jours de précipitations en janvier et 7,4 jours en juillet. Pour la période 1991-2020, la température moyenne annuelle observée sur la station météorologique de Météo-France la plus proche, sur la commune d'Amilly à 4 km à vol d'oiseau, est de 11,7 °C et le cumul annuel moyen de précipitations est de 642,8 mm,. Pour l'avenir, les paramètres climatiques de la commune estimés pour 2050 selon différents scénarios d'émission de gaz à effet de serre sont consultables sur un site dédié publié par Météo-France en novembre 2022.
| Mois                                  | jan.           | fév.           | mars          | avril         | mai           | juin           | jui.           | août           | sep.          | oct.            | nov.             | déc.           | année     |
| ------------------------------------- | -------------- | -------------- | ------------- | ------------- | ------------- | -------------- | -------------- | -------------- | ------------- | --------------- | ---------------- | -------------- | --------- |
| Température minimale moyenne (°C)     | 1,3            | 0,8            | 2,7           | 4,6           | 8,4           | 11,7           | 13,3           | 12,9           | 9,6           | 7,4             | 3,9              | 1,8            | 6,5       |
| Température moyenne (°C)              | 4,3            | 4,8            | 7,9           | 10,7          | 14,5          | 17,9           | 20             | 19,8           | 16            | 12,3            | 7,6              | 4,8            | 11,7      |
| Température maximale moyenne (°C)     | 7,4            | 8,9            | 13,1          | 16,7          | 20,6          | 24,2           | 26,8           | 26,7           | 22,4          | 17,2            | 11,2             | 7,9            | 16,9      |
| Record de froid (°C) date du record   | −21 17.01.1985 | −22 25.02.1986 | −13 01.03.05  | −6,3 04.04.22 | −1 04.05.1991 | 0,1 05.06.1991 | 3,9 04.07.1984 | 2,4 28.08.1974 | −1 29.09.1972 | −7,8 30.10.1997 | −11,2 23.11.1993 | −17,2 19.12.09 | −22 1986  |
| Record de chaleur (°C) date du record | 18 30.01.02    | 22 27.02.19    | 26,2 31.03.21 | 31 25.04.07   | 32,9 28.05.17 | 38,7 18.06.22  | 41,9 25.07.19  | 42,1 06.08.03  | 35,4 08.09.23 | 30,6 01.10.1985 | 22,7 03.11.1993  | 18 16.12.1989  | 42,1 2003 |
| Précipitations (mm)                   | 46,7           | 44,3           | 44,1          | 50,6          | 66,1          | 51,5           | 56,4           | 49,9           | 48,5          | 62              | 61,7             | 61             | 642,8     |

### Milieux naturels et biodiversité
Le lac des Closiers, de 12 hectares, a été créé en 1961 et est alimenté par le Loing. Flanqué d'une piscine, certaines de ses parties sont ouvertes à la baignade, d'autres à divers sports aquatiques (kayak, etc.). Un "skate park" complète son équipement.

#### Zones nationales d'intérêt écologique, faunistique et floristique

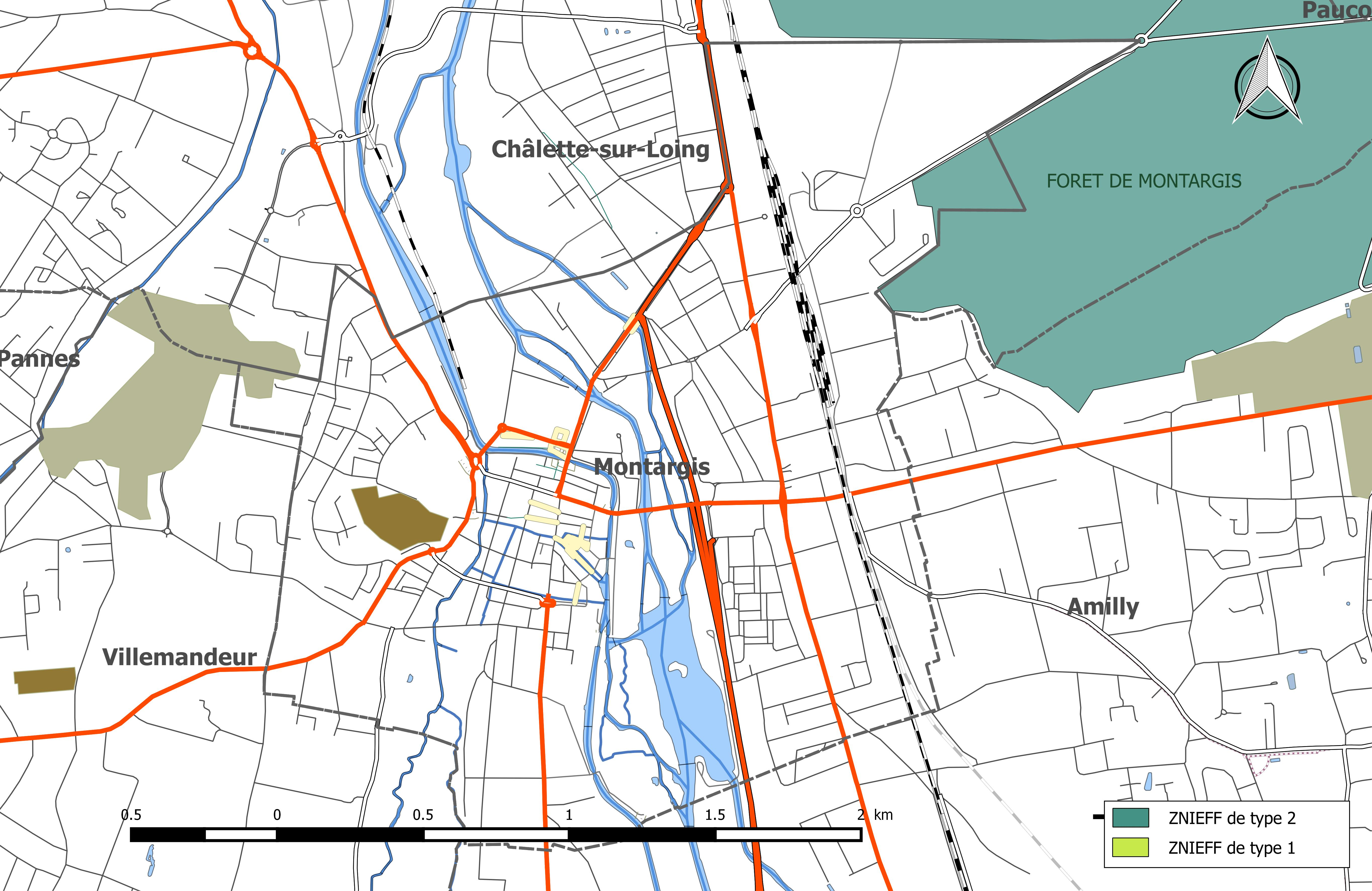
Carte des ZNIEFF de la commune et de ses abords.

L’inventaire des zones naturelles d'intérêt écologique, faunistique et floristique (ZNIEFF) a pour objectif de réaliser une couverture des zones les plus intéressantes sur le plan écologique, essentiellement dans la perspective d’améliorer la connaissance du patrimoine naturel national et de fournir aux différents décideurs un outil d’aide à la prise en compte de l’environnement dans l’aménagement du territoire. Le territoire communal de Montargis comprend une ZNIEFF.
La ZNIEFF, de deuxième génération et de type 2, dénommée forêt de Montargis, d'une superficie de 4 598 hectares, est répertoriée depuis 1985-86 pour ses intérêts écologiques et faunistiques.
Elle s'étend sur 9 communes, dont Montargis pour la frange extrême sud-ouest de la ZNIEFF correspondant à une patite partie nord-est de la commune. Son altitude varie entre 88 et 133 m. Le chêne est l'essence la plus représentée, toutefois, la chênaie-hêtraie est présente sous forme de stations de faible superficie. La flore se caractérise par la présence de végétaux associés aux sols acides comme la callune (Calluna vulgaris), la violette des chiens (Viola canina) ou la myrtille (vaccinium myrtillus), et aux sols neutres à légèrement alcalins sur calcaire ou marne (Rosa micrantha, la scille à deux feuilles (Scilla bifolia), le céphalanthère à longues feuilles (Cephalanthera longifolia), le gaillet odorant (Galium odoratum). Un réseau complexe de mares (toutes ne sont pas en eau la même année) conduit à de notables déplacements d'amphibiens en période de reproduction. Le nord-est du massif est ainsi directement concerné. Le nord du massif, nettement relié à la vallée de la Clairis correspond également à un secteur de mouvements importants de mammifères grands et petits ainsi que pour l'avifaune. L' intérêt pour les chiroptères semble s'être déplacé durant les années vers la vallée de la Clairis.
La forêt de Montargis est gérée par l'Office national des forêts.

## Urbanisme

### Typologie
Au 1er janvier 2024, Montargis est catégorisée centre urbain intermédiaire, selon la nouvelle grille communale de densité à sept niveaux définie par l'Insee en 2022.
Elle appartient à l'unité urbaine de Montargis, une agglomération intra-départementale regroupant huit  communes, dont elle est ville-centre,,. Par ailleurs la commune fait partie de l'aire d'attraction de Montargis, dont elle est la commune-centre,. Cette aire, qui regroupe 33 communes, est catégorisée dans les aires de 50 000 à moins de 200 000 habitants,.

### Occupation des sols
L'occupation des sols de la commune, telle qu'elle ressort de la base de données européenne d’occupation biophysique des sols Corine Land Cover (CLC), est marquée par l'importance des territoires artificialisés (96,3 % en 2018), en augmentation par rapport à 1990 (92,7 %). La répartition détaillée en 2018 est la suivante : 
zones urbanisées (76,6 %), espaces verts artificialisés, non agricoles (17,1 %), zones industrielles ou commerciales et réseaux de communication (2,6 %), forêts (2 %), prairies (1,7 %).
L'évolution de l’occupation des sols de la commune et de ses infrastructures peut être observée sur les différentes représentations cartographiques du territoire : la carte de Cassini (XVIIIe siècle), la carte d'état-major (1820-1866) et les cartes ou photos aériennes de l'IGN pour la période actuelle (1950 à aujourd'hui).

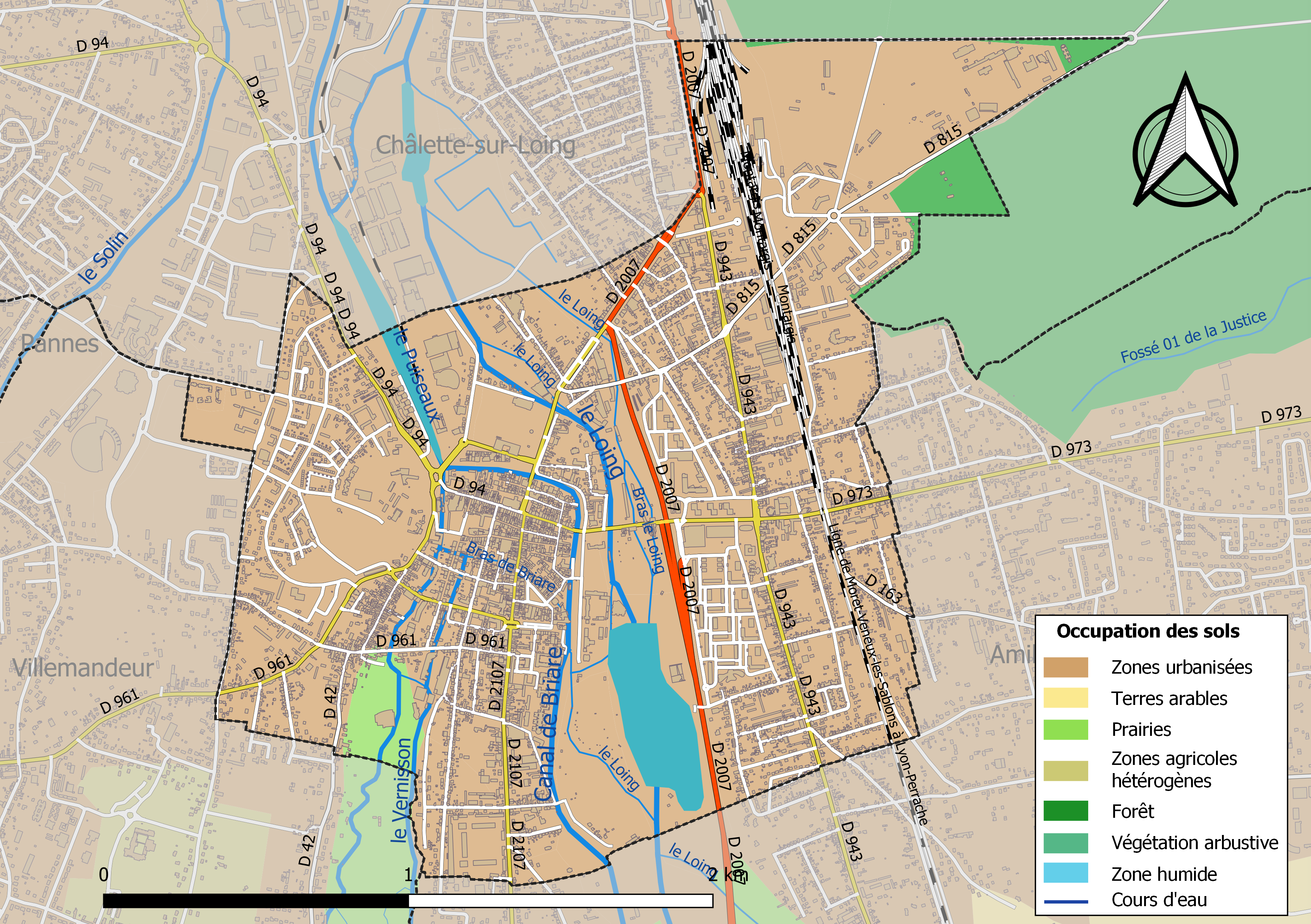
Carte des infrastructures et de l'occupation des sols de la commune en 2018 (CLC).
Carte orthophotographique de la commune en 2016.

### Voies de communication et transports

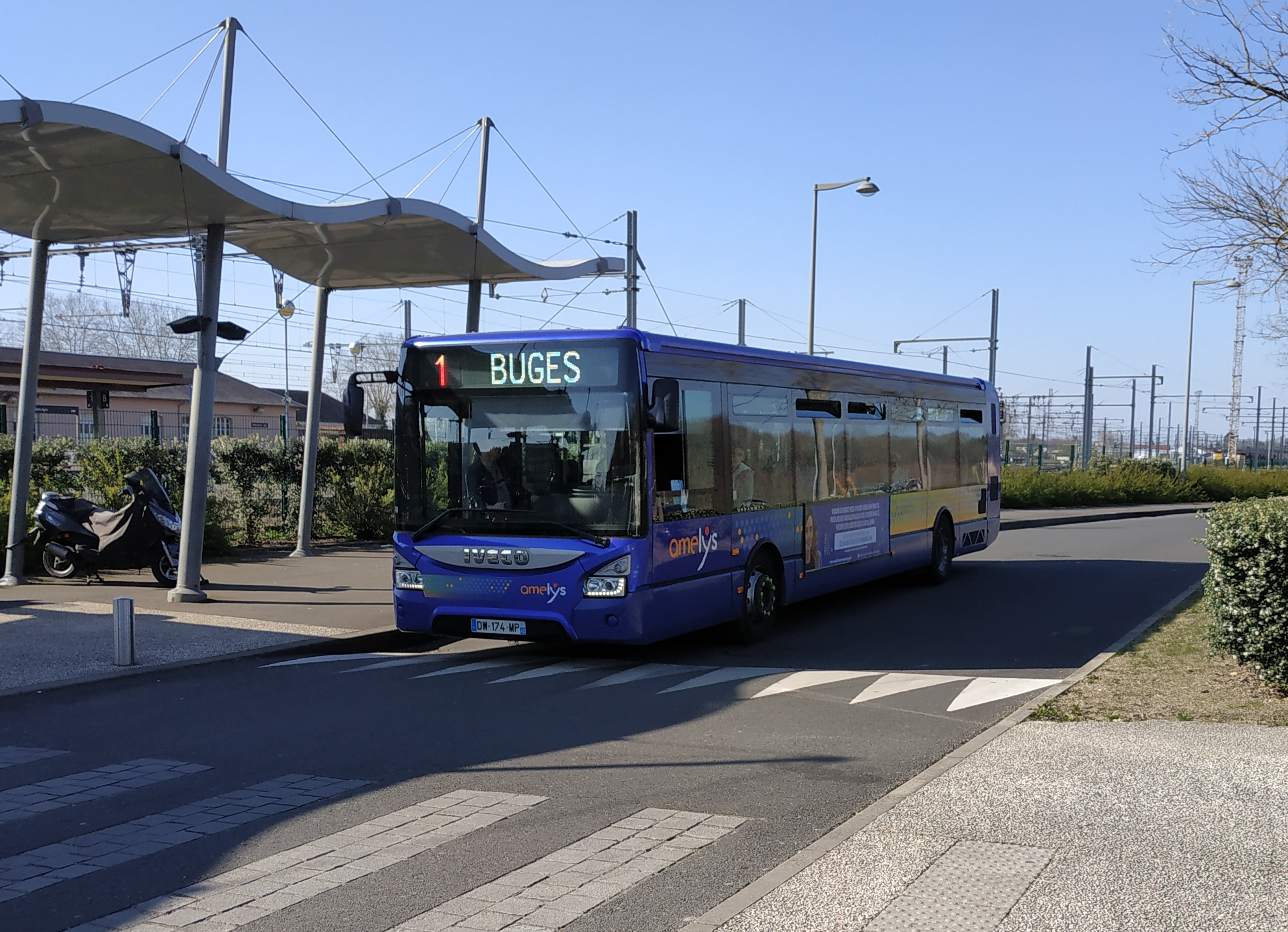
Autobus du réseau Amelys à la gare de Montargis.

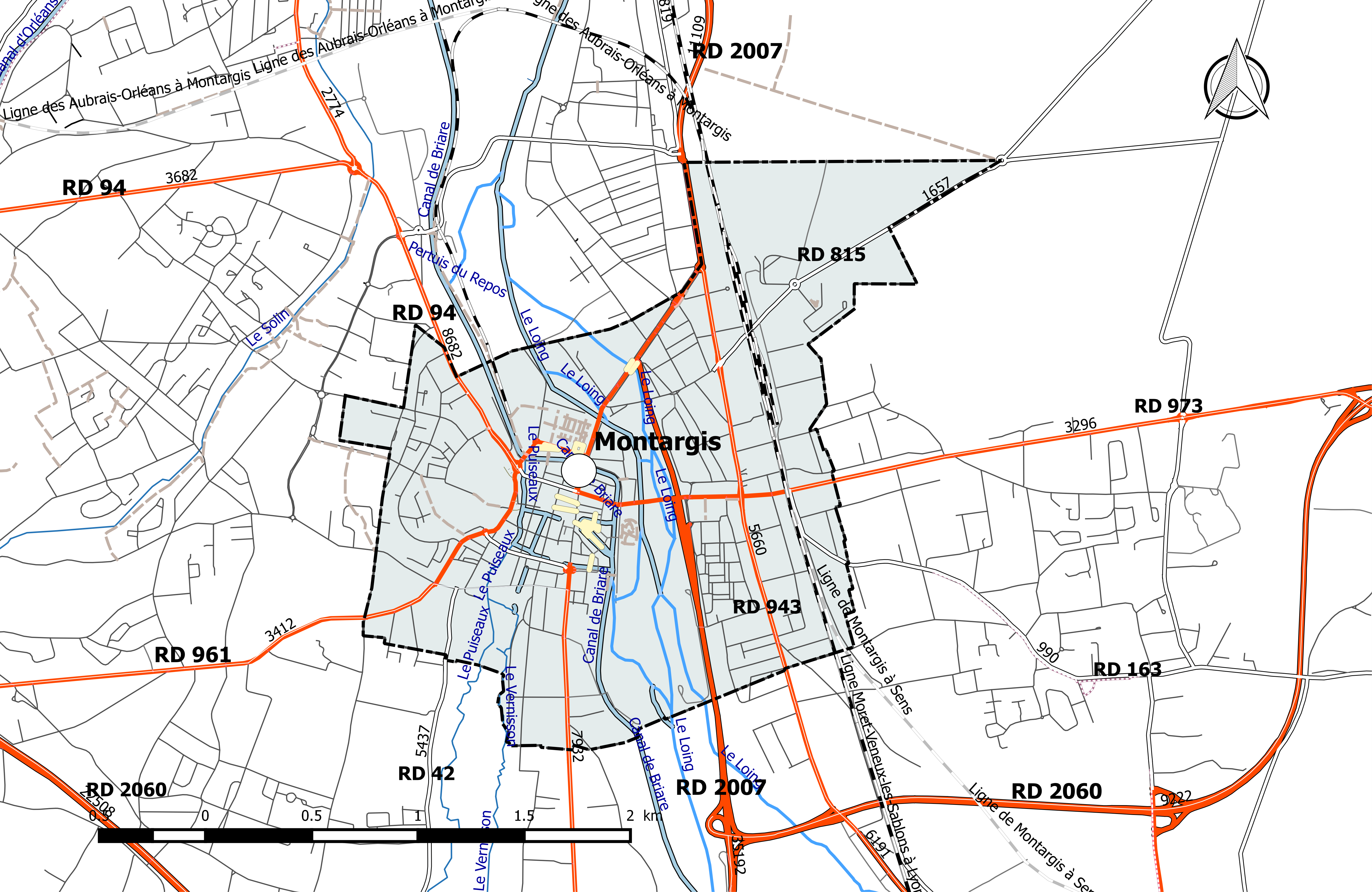
Réseau routier principal de la commune de Montargis (avec indication du trafic routier 2014).

#### Historique
La gare de Montargis a été ouverte en 1860, permettant de relier la ville à Paris. En parallèle ont eu lieu des liaisons avec Orléans, Sens (vers Châlons-en-Champagne), ainsi que Pithiviers (vers Étampes).

#### De nos jours
Montargis et son agglomération sont desservies par le réseau Amelys (réseau urbain). Le réseau est exploité par la filiale de la SNCF Keolis Montargis, il comporte cinq lignes de bus.
La ville est également desservie par le réseau interurbain du Loiret via les lignes 4 6 10 11 12 13 14 15.
Par la route, la ville est accessible via les sorties 18 de l'autoroute A77 et 5 de l'A19. La route départementale 2007 — ex-route nationale 7 — traverse le territoire de la commune tandis que route départementale 2060 — ex-route nationale 60 — contourne la ville par le sud.
Montargis est desservie par une gare ferroviaire (SNCF) située sur la ligne de Moret - Veneux-les-Sablons à Lyon-Perrache.

### Risques naturels et technologiques
La commune de Montargis est vulnérable à différents aléas naturels : inondations (par débordement du Loing), climatiques (hiver exceptionnel ou canicule), mouvements de terrains ou sismique (sismicité faible). Elle est également exposée à un risque technologique : le risque de transport de matières dangereuses. Entre 1999 et 2019, six arrêtés ministériels ayant porté reconnaissance de catastrophe naturelle ont été pris pour le territoire de la commune de Montargis : trois pour des inondations et coulées de boue et trois pour des mouvements de terrains.

#### Risques naturels
Du fait de l'important réseau hydrographique et de la densité de population, le nombre de constructions vulnérables au risque d'inondation est important. Avant la crue de 2016, le Plan de prévention du risque inondation (PPRI) établi en 2007 estimait, pour une crue centennale, le nombre de logements touchés à près de 600, et le nombre de personnes exposées à 1700.
L'habitat individuel en zone inondable est situé Rue du Prieuré, chemin de la Baignade, bd. Durzy, bd. Du Rempart, rue Dom Pèdre, av. Adolphe Cochery, rue Julien Bailly, rue du Président Franklin D. Roosevelt, rue de la Quintaine, rue Charles Gollier, rue Longeard, rue Lazard Carnot et chemin de St. Denis et l'habitat collectif : Bd. Durzy, bd. du Rempart, rue Dom Pèdre, av. Adolphe Cochery, rue Julien Bailly, rue de la Quintaine, rue Charles Gollier, rue Longeard, rue Lazard Carnot, bd. du Chinchon. Les crues ont essentiellement lieu aux mois de décembre, janvier et février, qui concentrent l’ensemble des crues majeures, plus rarement en automne (octobre 1896), et au printemps (mai 1836). Les deux crues de référence sont celles de janvier 1910 (3,16 m à Montargis) et désormais aussi de mai-juin 2016 (3,36 m à la même station),. Le risque d'inondation est pris en compte dans l'aménagement du territoire de la commune par le biais du PPRI Agglomération montargoise et Loing Aval approuvé le 20 juin 2007 par arrêté préfectoral et modifié en 2013 pour la commune de Dordives.
Le territoire de la commune peut également être concerné par un risque d'effondrement de cavités souterraines non connues. Une cartographie départementale de l'inventaire des cavités souterraines et des désordres de surface a été réalisée. Il a été recensé sur la commune plusieurs effondrements de cavités.
Par ailleurs, le sol du territoire communal peut faire l'objet de mouvements de terrain liés à la sécheresse. Le phénomène de retrait-gonflement des argiles est la conséquence d'un changement d'humidité des sols argileux. Les argiles sont capables de fixer l'eau disponible mais aussi de la perdre en se rétractant en cas de sécheresse. Ce phénomène peut provoquer des dégâts très importants sur les constructions (fissures, déformations des ouvertures) pouvant rendre inhabitables certains locaux. Celui-ci a particulièrement affecté le Loiret après la canicule de l'été 2003. Une grande partie du territoire de la commune est soumis à un aléa « moyen » face à ce risque, selon l'échelle définie par le Bureau de recherches géologiques et minières (BRGM).
Depuis le 22 octobre 2010, la France dispose d’un nouveau zonage sismique divisant le territoire national en cinq zones de sismicité croissante. La commune, à l’instar de l’ensemble du département, est concernée par un risque très faible.

#### Risques technologiques
La commune est concernée par le risque de transport de matières dangereuses, en raison du passage sur son territoire d'une ligne de transport ferroviaire et d'itinéraires routiers structurants supportant un fort trafic (les routes départementales D 2007 et D 2060),.

## Toponymie

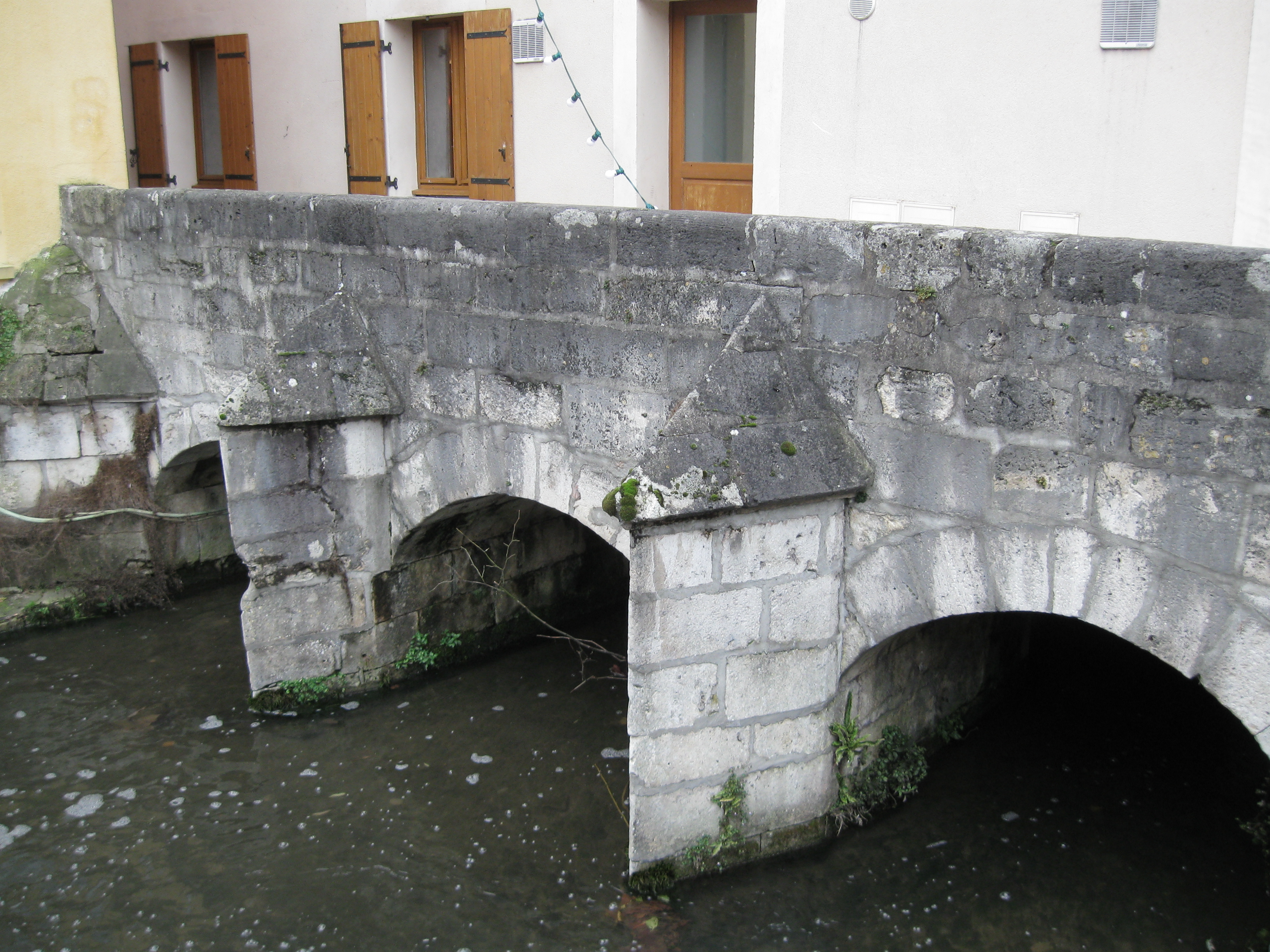
Le pont du Moulin de la Pêcherie.

Bas latin Mons Aridiaci. Mons = hauteur, et Aridiacus, gentilice Aridius et suffixe acus : la hauteur sise dans le domaine appelé Aridiacus ; Aridiacus = le domaine d’Aridius. Aridius aboutit régulièrement à Aregius par consonnification du i. La forme française la plus ancienne est Montargi, dérivée de Montem Aredjacum, puis Montargis où -is = -y. Le s final est parasite et muet.
Jules César, dans ses Commentaires sur la Guerre des Gaules, lui donne le nom de Morita Regulo d'après un petit roi local appelé Moritas. Plusieurs érudits soulignent que Clovis Ier a remarqué l'importance de la butte de Monte Regis dans sa lutte contre les Wisigoths ariens lorsqu'il a amené la frontière sud de son royaume jusqu'à la Loire,,.
Montargis a été appelée, à diverses époques mais de manière très marginale, Montargis-le-Franc du fait de (puis en référence à) la franchise accordée par le roi Charles VII en 1430, ainsi qu'en référence à ses armoiries. On désigne parfois la ville sous le nom de « Venise du Gâtinais », en raison de ses canaux et de ses 131 ponts et passerelles.
Au cours de la Révolution française, la commune porta provisoirement le nom de Mont-Coulounies.
Quatre hameaux en France portent le nom de Montargis, à Bretteville-du-Grand-Caux (Seine-Maritime, Montargis 1953. Il s'agit sans doute d'un transfert de toponyme), Javerdat (Haute-Vienne), Montauban (Tarn-et-Garonne) et Savigné-l'Évêque (Sarthe).

## Politique et administration

### Découpage territorial

#### Bloc communal: Commune et intercommunalités
La ville de Montargis acquiert le statut de municipalité avec le décret du 12 novembre 1789 de l'Assemblée Nationale puis celui de « commune », au sens de l'administration territoriale actuelle, par le décret de la Convention nationale du 10 brumaire an II (31 octobre 1793). Il faut toutefois attendre la loi du 5 avril 1884 sur l'organisation municipale pour qu'un régime juridique uniforme soit défini pour toutes les communes de France, point de départ de l’affirmation progressive des communes face au pouvoir central.
Aucun événement de restructuration majeure du territoire, de type suppression, cession ou réception de territoire, n'a affecté la commune depuis sa création.

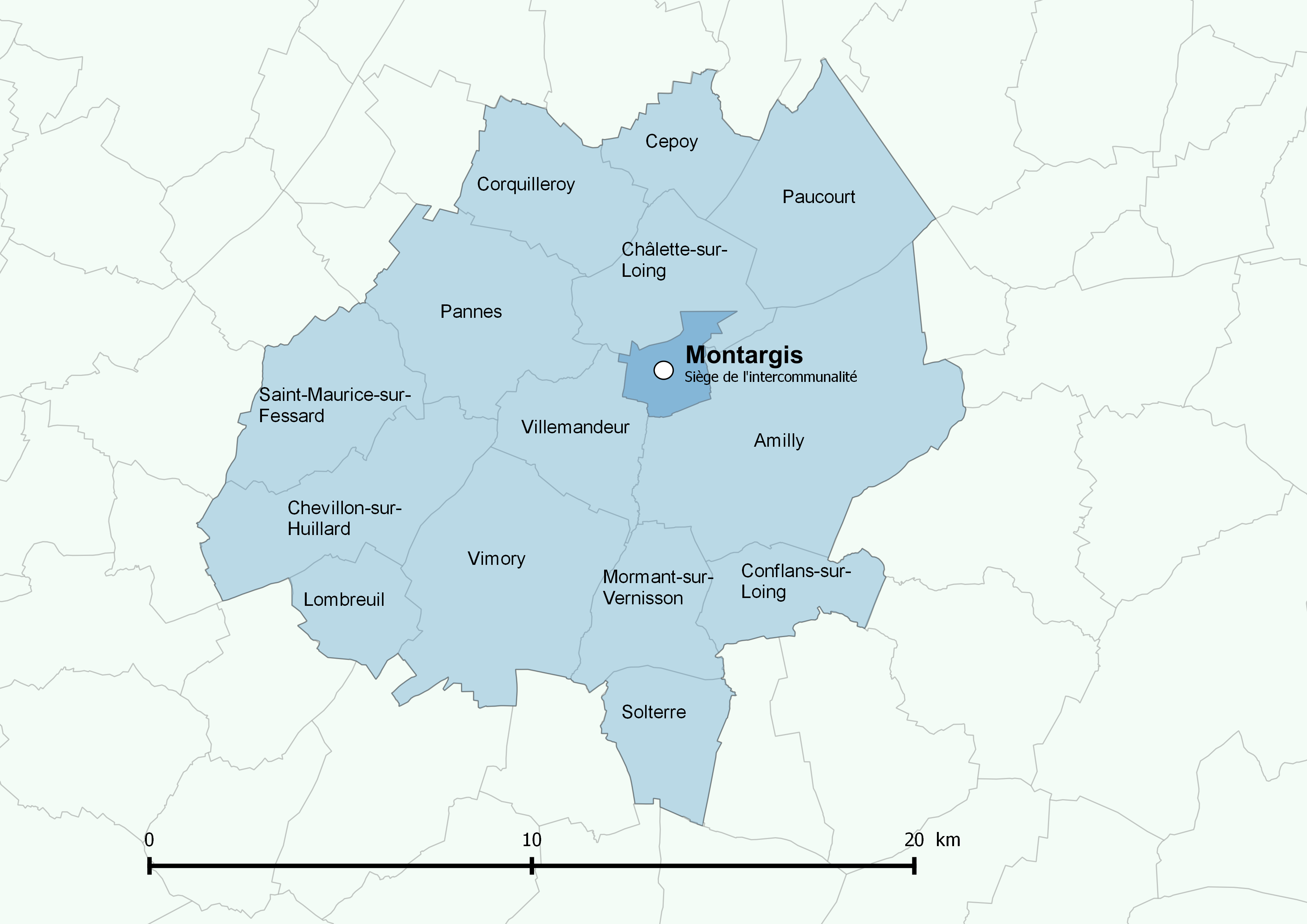
Localisation de la commune de Montargis dans la communauté d'agglomération Agglomération Montargoise et Rives du Loing.

Initialement constitué par arrêté préfectoral le 30 mai 1959, le district urbain de l’agglomération Montargoise, le plus ancien district de France, regroupait huit communes dont la commune de Montargis. Celui-ci avait des compétences réduites : ordures ménagères, transports, service départemental d’incendie et de secours (SDIS) et assainissement. La communauté d’agglomération a été créée dans l’optique d’avoir une mutualisation des moyens. En application des dispositions de la loi n°99-586 du 12 juillet 1999 relative au renforcement et à la simplification de la coopération intercommunale, le district s’est transformé en communauté d’agglomération qui a pris le nom de « Agglomération Montargoise et Rives du Loing » par arrêté préfectoral du 14 décembre 2001. Les statuts dont été adoptés le 13 juin 2002. La commune appartient à d'autres établissements publics de coopération intercommunale, de type syndicats ou autres regroupements intercommunaux. Le découpage territorial de ces structures est en constante évolution dans une perspective de rationalisation et d'efficience des services.
La loi du 7 août 2015 portant nouvelle organisation territoriale de la République (dite loi NOTRe), visant une réduction du nombre d'intercommunalités en France, fait passer de 5 000 à 15 000 habitants, sauf exceptions, le seuil démographique minimal pour constituer une intercommunalité et a un impact sur les périmètres des intercommunalités du département du Loiret dont le nombre passe de 28 à 16. Mais la communauté d'agglomération Agglomération Montargoise et Rives du Loing, dont la population totale dépasse le nouveau seuil minimal, ne voit pas son périmètre changer et la commune de Montargis en reste donc membre. Cette loi a toutefois un impact sur ses compétences avec l'attribution de nouvelles compténces comme de la gestion des milieux aquatiques et de la prévention des inondations à partir du 1er janvier 2018.

#### Circonscriptions de rattachement
Sous l'Ancien Régime, à la veille des États généraux de 1789, la ville de Montargis était rattachée sur le plan ecclésiastique à l'ancien diocèse de Sens et sur le plan judiciaire au bailliage de Montargis.
La loi du 22 décembre 1789 divise le pays en 83 départements découpés chacun en six à neuf districts eux-mêmes découpés en cantons regroupant des communes. Les districts, tout comme les départements, sont le siège d’une administration d’État et constituent à ce titre des circonscriptions administratives. La commune de Montargis est alors incluse dans le canton de Montargis, dont elle est le chef-lieu, le district de Montargis et le département du Loiret.
Le tableau suivant présente les rattachements, au niveau infra-départemental, de la commune de Montargis aux différentes circonscriptions administratives et électorales ainsi que l'historique de l'évolution de leurs territoires.
| Circonscription             | Nom                | Période   | Type                         | Évolution du découpage territorial |
| --------------------------- | ------------------ | --------- | ---------------------------- | --- |
| District                    | Montargis          | 1790-1795 | Administrative               | La commune est rattachée de 1790 à 1795 au district de Montargis dont elle est le chef-lieu,. La Constitution du 5 fructidor an III, appliquée à partir de vendémiaire an IV (1795) supprime les districts, rouages administratifs liés à la Terreur, mais maintient les cantons qui acquièrent dès lors plus d'importance. |
| Canton                      | Montargis          | 1790-1801 | Administrative et électorale | En 1790, lors de la création des cantons, districts et départements, la commune de Montargis est rattachée au canton de Montargis. Les cantons sont supprimés, en tant que découpage administratif, par une loi du 26 juin 1793, et ne conservent qu'un rôle électoral. Ils permettent l’élection des électeurs du second degré chargés de désigner les députés. Ils acquièrent une fonction administrative avec la disparition des districts en 1795. |
| Canton                      | Montargis          | 1801-2015 | Administrative et électorale | Sous le Consulat, un redécoupage territorial visant à réduire le nombre de justices de paix ramène le nombre de cantons dans le Loiret de 59 à 31. Le canton de Montargis est maintenu par arrêté du 9 vendémiaire an X (30 septembre 1801), avec un découpage différent,. |
| Canton                      | Montargis          | 2015-     | Électorale                   | La loi du 17 mai 2013 et ses décrets d'application publiés en février et mars 2014 introduisent un nouveau découpage territorial pour les élections départementales. La commune est alors rattachée au canton de Montargis. Depuis cette réforme, plus aucun service de l'État n'exerce sa compétence sur un territoire s'appuyant sur le nouveau découpage cantonal. Le canton a disparu en tant que circonscription administrative de l'État ; il est désormais uniquement une circonscription électorale dédiée à l'élection d'un binôme de conseillers départementaux siégeant au conseil départemental. Montargis perd le statut de chef-lieu et devient bureau centralisateur. |
| Arrondissement              | Montargis          | 1801-     | Administrative               | Montargis est rattachée à l'arrondissement de Montargis depuis sa création en 1801,. |
| Circonscription législative | 4e circonscription | 2010-     | Électorale                   | Lors du découpage législatif de 1986, le nombre de circonscriptions législatives passe dans le Loiret de 4 à 5. Un nouveau redécoupage intervient en 2010 avec la loi du 23 février 2010. En attribuant un siège de député « par tranche » de 125 000 habitants, le nombre de circonscriptions par département varie désormais de 1 à 21,. Dans le Loiret, le nombre de circonscriptions passe de cinq à six. La réforme n'affecte pas Montargis qui reste rattachée à la quatrième circonscription. |

#### Collectivités de rattachement
La commune de Montargis est rattachée au département du Loiret et à la région Centre-Val de Loire, à la fois circonscriptions administratives de l'État et collectivités territoriales.

### Politique et administration municipales

#### Conseil municipal et maire

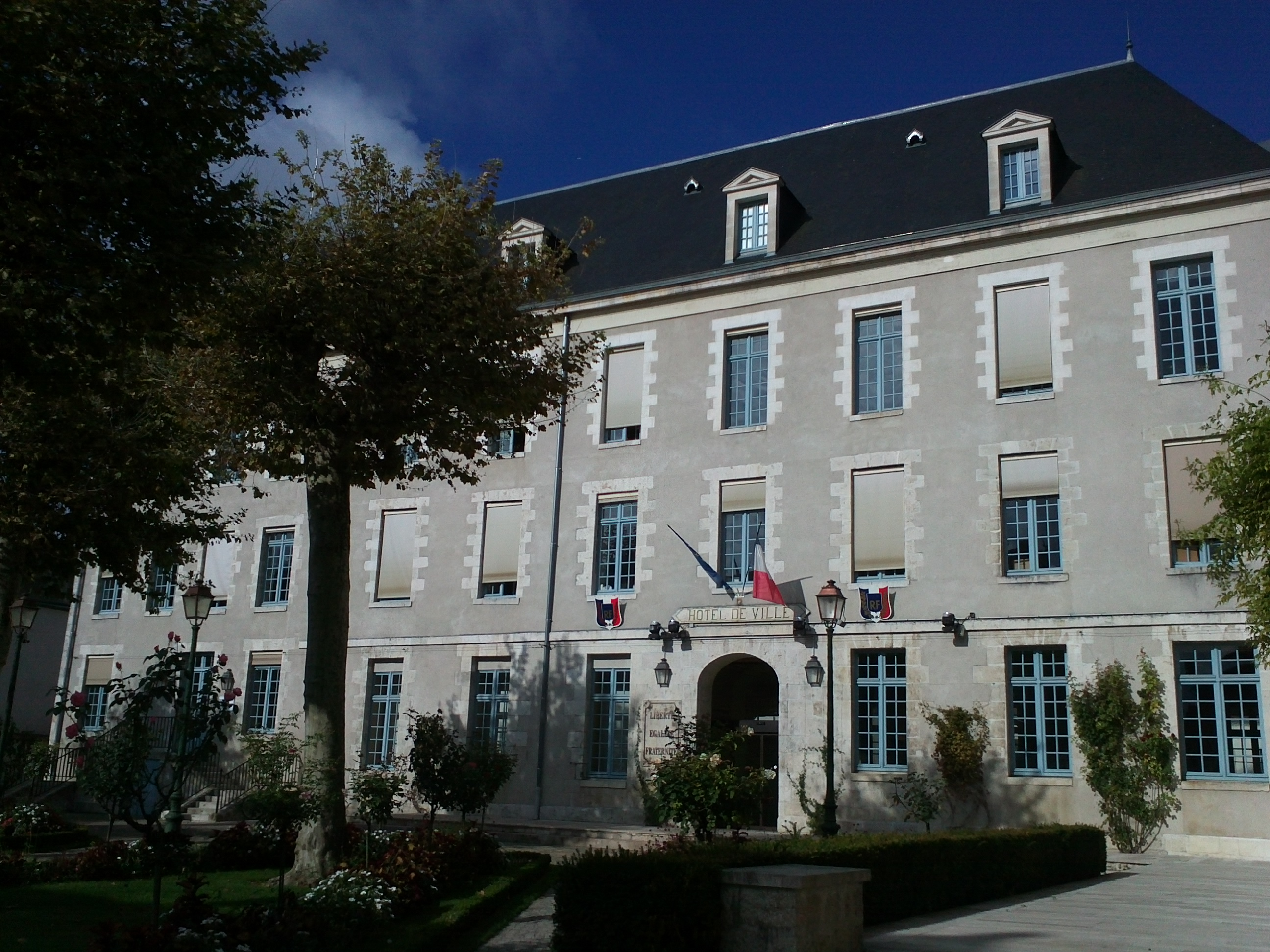
La mairie.

Depuis les élections municipales de 2014, le conseil municipal de Montargis, commune de plus de 1 000 habitants, est élu au scrutin proportionnel de liste à deux tours (sans aucune modification possible de la liste), pour un mandat de six ans renouvelable. Il est composé de 33 membres. L'exécutif communal, est constitué par le maire, élu par le conseil municipal, parmi ses membres, pour un mandat de six ans, c'est-à-dire pour la durée du mandat du conseil.

### Liste des maires
Depuis la Libération, neuf maires se sont succédé :
| Période          | Période                      | Identité         | Étiquette       | Qualité |
| ---------------- | ---------------------------- | ---------------- | --------------- | --- |
| 4 septembre 1944 | 25 octobre 1947              | Maurice Meunier  | UDSR puis SFIO  | Instituteur puis directeur d'école Conseiller général de Montargis (1945 → 1949) |
| 26 octobre 1947  | 16 janvier 1954              | Jean Viscardi    | RPF puis DVD    | Avoué Conseiller général de Montargis (1949 → 1955) |
| 17 janvier 1954  | 26 mars 1971                 | Robert Szigeti   | PRRRS           | Médecin généraliste Député du Loiret (4e circ.) (1958 → 1962) Conseiller général de Montargis (1955 → 1967) Président du District urbain de l'agglomération montargoise (1959 → 1971)     |
| 26 mars 1971     | 24 mars 1977                 | Gérard Bouche    | DVD             | Expert-comptable Conseiller général de Montargis (1973 → 1979) |
| 24 mars 1977     | 19 mars 1983                 | Max Nublat       | PCF             | Instituteur Conseiller général de Montargis (1967 → 1973) Conseiller général de Châlette-sur-Loing (1973 → 1979) Maire de Châlette-sur-Loing (1971 → 1977)                                |
| 19 mars 1983     | 24 mars 1989                 | Michel Brisson   | RPR             | Avocat Conseiller général de Montargis (1985 → 1998) |
| 24 mars 1989     | 23 octobre 1997 (démission)  | Max Nublat       | PCF             | Instituteur Conseiller général de Montargis (1998 → 2004) Conseiller régional du Centre (1986 → 1998) Président du District urbain de l'agglomération montargoise (1989 → 2001)           |
| 23 octobre 1997  | 26 mars 2001                 | Jacques Reboul   | PCF             | Cheminot Premier adjoint au maire (1995 → 1997) Conseiller régional du Centre (2004 → 2010) Vice-président du conseil régional du Centre                                                  |
| 26 mars 2001     | 16 avril 2018 (démission)    | Jean-Pierre Door | RPR puis UMP-LR | Cardiologue Député du Loiret (4e circ.) (2002 → 2017 et 2018 → 2022) Conseiller régional du Centre (1998 → 2002) Président de l'Agglomération montargoise et rives du Loing (2001 → 2018) |
| 23 avril 2018    | En cours (au 3 juillet 2020) | Benoît Digeon,   | LR              | Chef d'entreprise retraité Vice-président de l'Agglomération montargoise et rives du Loing                                                                                                |

### Politique environnementale
Dans son palmarès 2016, le Conseil National des Villes et Villages Fleuris de France a attribué quatre fleurs à la commune au Concours des villes et villages fleuris.

### Jumelages
Au 26 avril 2014, Montargis est jumelée avec :
- Crowborough (Grande-Bretagne) depuis 1966 ;
- Greven (Allemagne) depuis 1968.

## Équipements et services

### Eau et déchets

#### Production et distribution d'eau
Le service public d’eau potable est une compétence obligatoire des communes depuis l’adoption de la loi du 30 décembre 2006 sur l’eau et les milieux aquatiques. Au 31 décembre 2016, la production et la distribution de l'eau potable sur le territoire communal sont assurées par la Communauté de l'Agglomération Montargoise Et des Rives du Loing (A.M.E.),,. L'eau brute est pompée par le biais de six forages : trois à Amilly (la Chise 1, la Chise 2 et la Chise 3) et trois à Pannes (la Justice-Aunois, la Rivière-Aunois et la Grand Aunois). En 2015, 3 410 022 m3 d'eaux brutes ont été prélevés en nappe pour desservir les 21 102 abonnés de l'agglomération montargoise (soit 52 092 habitants raccordés).

#### Assainissement
La compétence assainissement, qui recouvre obligatoirement la collecte, le transport et l’épuration des eaux usées, l’élimination des boues produites, ainsi que le contrôle des raccordements aux réseaux publics de collecte, est également assurée par l'A.M.E.,, qui dispose ainsi en 2015 d’un réseau de 384,8 km, de 11 737 regards de visite et de 145 postes de relevage et de trois stations d’épuration principales situées à Chalette-sur-Loing, à Amilly et à Vimory.
La commune est raccordée à une station d'épuration située sur le territoire de la commune de Châlette-sur-Loing, mise en service le 1er janvier 2004 et dont la capacité nominale de traitement est de 85 000 EH, soit 16 700 m3/jour. Cet équipement utilise un procédé d'épuration biologique dit « à boues activées ». Son exploitation est assurée en 2017 par Lyonnaise des Eaux Amilly,.
Certaines rues de la commune ne sont pas desservies par le réseau d’eaux usées (réseau d’assainissement collectif) de l’Agglomération montargoise et les habitations doivent dès lors être pourvues d’un système d’assainissement individuel. L’assainissement non collectif (ANC) désigne ces installations individuelles de traitement des eaux domestiques qui ne sont pas desservies par un réseau public de collecte des eaux usées et qui doivent en conséquence traiter elles-mêmes leurs eaux usées avant de les rejeter dans le milieu naturel. L'agglomération montargoise assure le service public d'assainissement non collectif (SPANC), qui a pour mission de vérifier la bonne exécution des travaux de réalisation et de réhabilitation, ainsi que le bon fonctionnement et l’entretien des installations,.

#### Gestion des déchets
En 2016, la commune est membre du syndicat mixte de ramassage et de traitement des ordures ménagères (SMIRTOM) de Montargis, créé en 1968. Celui-ci assure la collecte et le traitement des ordures ménagères résiduelles, des emballages ménagers recyclables et des encombrants en porte à porte et du verre en points d’apport volontaire. Un réseau de trois déchèteries accueille les encombrants et autres déchets spécifiques (déchets verts, déchets dangereux, gravats, ferraille, cartons…). La déchèterie la plus proche est située sur la commune d'Amilly.
Le SMIRTOM de Montargis procède également à l'élimination et la valorisation énergétique des déchets ménagers et de ceux issus de la collecte sélective dans l'unité d'Amilly, construite en 1969. Une convention de délégation du service public de traitement a été conclue en 2013 avec la société Novergie Centre, filiale énergie du Groupe Suez pour la valorisation énergétique des déchets.
Depuis le 1er janvier 2017, la « gestion des déchets ménagers » ne fait plus partie des compétences de la commune mais est une compétence obligatoire de la communauté d'agglomération Agglomération montargoise et rives du Loing en application de la loi NOTRe du 7 août 2015.

### Enseignement
La commune est située dans l'académie d'Orléans-Tours et possède les établissements scolaires suivants :
- Collèges : Le Grand Clos ; Le Chinchon ; Saint-Louis ;
- Lycées professionnels : Jeannette-Verdier ; Château Blanc ;
- Lycée en Forêt (Lycée général et technologique) ; lycée Durzy ;
- Lycée polyvalent privé Saint-Louis.

### Santé
Le Centre Hospitalier de l'Agglomération Montargoise (CHAM), situé sur la commune limitrophe d'Amilly est le principal hôpital de l'est du Loiret. Il dispose de 895 lits en 2019, dont :
- Médecine : 255
- Chirurgie : 72
- Gynéco-obstétrique : 36
- Psychiatrie : 63
- Moyen séjour : 60
- Long séjour : 82
- Hébergement : 327

La ville dispose aussi de la Clinique de Montargis située 46 Rue de la Quintaine.
Une patiente experte a formé fin 2023 un groupe d'aide aux femmes atteintes d'endométriose avec la Communauté professionnelle territoriale de santé du Gâtinais-Montargois. Ce groupe aide les femmes dans le diagnostic et leur propose des ateliers pour les soutenir. Il est en mesure d'accompagner 150 femmes par an. -.

### Instances judiciaire et administrative
Montargis relève du conseil de prud'hommes de Montargis, de la Cour administrative d'appel de Nantes, de la Cour d'appel d'Orléans, de la Cour d'assises du Loiret, du tribunal administratif d'Orléans, du tribunal d'instance de Montargis, du tribunal de commerce d'Orléans, du tribunal de grande instance de Montargis, du tribunal paritaire des baux ruraux de Montargis et du tribunal pour enfants de Montargis.

## Population et société

### Démographie
L'évolution du nombre d'habitants est connue à travers les recensements de la population effectués dans la commune depuis 1793. Pour les communes de plus de 10 000 habitants les recensements ont lieu chaque année à la suite d'une enquête par sondage auprès d'un échantillon d'adresses représentant 8 % de leurs logements, contrairement aux autres communes qui ont un recensement réel tous les cinq ans,.

En 2022, la commune comptait 14 819 habitants, en évolution de +4,2 % par rapport à 2016 (Loiret : +1,89 %, France hors Mayotte : +2,11 %).
| 1793  | 1800  | 1806  | 1821  | 1831  | 1836  | 1841  | 1846  | 1851  |
| ----- | ----- | ----- | ----- | ----- | ----- | ----- | ----- | ----- |
| 6 500 | 6 394 | 6 514 | 6 568 | 6 781 | 7 757 | 7 301 | 7 397 | 7 527 |

| 1856  | 1861  | 1866  | 1872  | 1876  | 1881   | 1886   | 1891   | 1896   |
| ----- | ----- | ----- | ----- | ----- | ------ | ------ | ------ | ------ |
| 7 553 | 8 010 | 8 103 | 8 196 | 9 175 | 11 164 | 10 984 | 11 600 | 11 314 |

| 1901   | 1906   | 1911   | 1921   | 1926   | 1931   | 1936   | 1946   | 1954   |
| ------ | ------ | ------ | ------ | ------ | ------ | ------ | ------ | ------ |
| 12 351 | 13 104 | 12 927 | 12 564 | 12 564 | 12 859 | 13 885 | 14 615 | 15 117 |

| 1962   | 1968   | 1975   | 1982   | 1990   | 1999   | 2006   | 2011   | 2016   |
| ------ | ------ | ------ | ------ | ------ | ------ | ------ | ------ | ------ |
| 15 996 | 18 225 | 18 380 | 16 110 | 15 020 | 15 030 | 15 794 | 14 616 | 14 222 |

| 2021   | 2022   | - | - | - | - | - | - | - |
| ------ | ------ | - | - | - | - | - | - | - |
| 15 061 | 14 819 | - | - | - | - | - | - | - |

### Manifestations culturelles et festivités
- De 2002 à 2021 s'est déroulé le festival de musique Musik'air[99].
- Montargis coince la bulle, festival de bande dessinée, en mai, de 2010[100] à 2016[101].
- La ville a accueilli les compétitions cyclistes du Tour de France en 1969, 1976, 2005 et 2010 et de Paris-Nice en 1976, 2004 et 2024.

### Sports et loisirs
- Les Dogs de Montargis, Club de football américain et flag.

### Médias

#### Presse locale
- L'Éclaireur du Gâtinais, journal hebdomadaire régional appartenant au groupe Centre France et traitant de l'actualité de Montargis et de Nemours.
- La République du Centre, quotidien du Loiret, également édité par le groupe Centre France.

#### Radios locales
- Radio Montargis Vallée du Loing : radio locale montargoise créée en 1985. Elle a conclu un partenariat en 1994 avec le Groupe Challenge, propriétaire de Vibration à l'époque. En 1998, RMVL est entièrement repris par la radio régionale orléannaise[102]. Elle émet sur 93.4 FM.
- C2L[103] « La radio entre Loire et Loing » (anciennement Radio Châlette) : radio diffusant sur 89.3 FM, c'est une des dernières radios associatives libres de France[104].
- RCF Loiret (ex-RCF Saint-Aignan) : radio du Diocèse d'Orléans. Elle émet sur Montargis via le 90.2 FM.

### Cultes

#### Catholique
- Église Sainte-Madeleine, dite de la Madeleine, rue Ducerceau.
- Église Notre-Dame des Cités, rue Guy Marie Riobé.
- Chapelle des Bénédictines, rue Henriet Rouard.
- Chapelle Notre-Dame-Auxiliatrice, chemin de la Collerette.
- Chapelle Sainte-Thérèse, rue des Basses Varennes au Prieuré.
- Chapelle Saint-Louis de l'ancien Hôtel-Dieu, rue Jean Jaurès.
- Chapelle, allée des Peupliers (désaffectée).

#### Protestant
- Temple de l'Église protestante unie de France, Villa Belle Vue.

#### Évangélique
- Église évangélique assemblée de dieu, rue des Closiers.
- Église évangélique Tabernacle du plein evangile, rue Pougin de la Maisonneuve.

#### Témoins de Jéhovah
- Salle du royaume, rue Aristide Briand.

## Économie

### Revenus de la population et fiscalité
En 2011, le revenu fiscal médian par ménage était de 19 175 €, ce qui plaçait Montargis au 31 305e rang parmi les 31 886 communes de plus de 49 ménages en métropole.

### Emploi, entreprises et commerces
Montargis héberge une antenne de la chambre de commerce et d'industrie du Loiret.
Le 10 octobre 2008, le ministère de l'Intérieur a annoncé la fermeture de l'école de la gendarmerie nationale qui assurait la formation des gendarmes adjoints volontaires.

## Culture locale et patrimoine

### Lieux et monuments

#### Église paroissiale Sainte-Marie-Madeleine

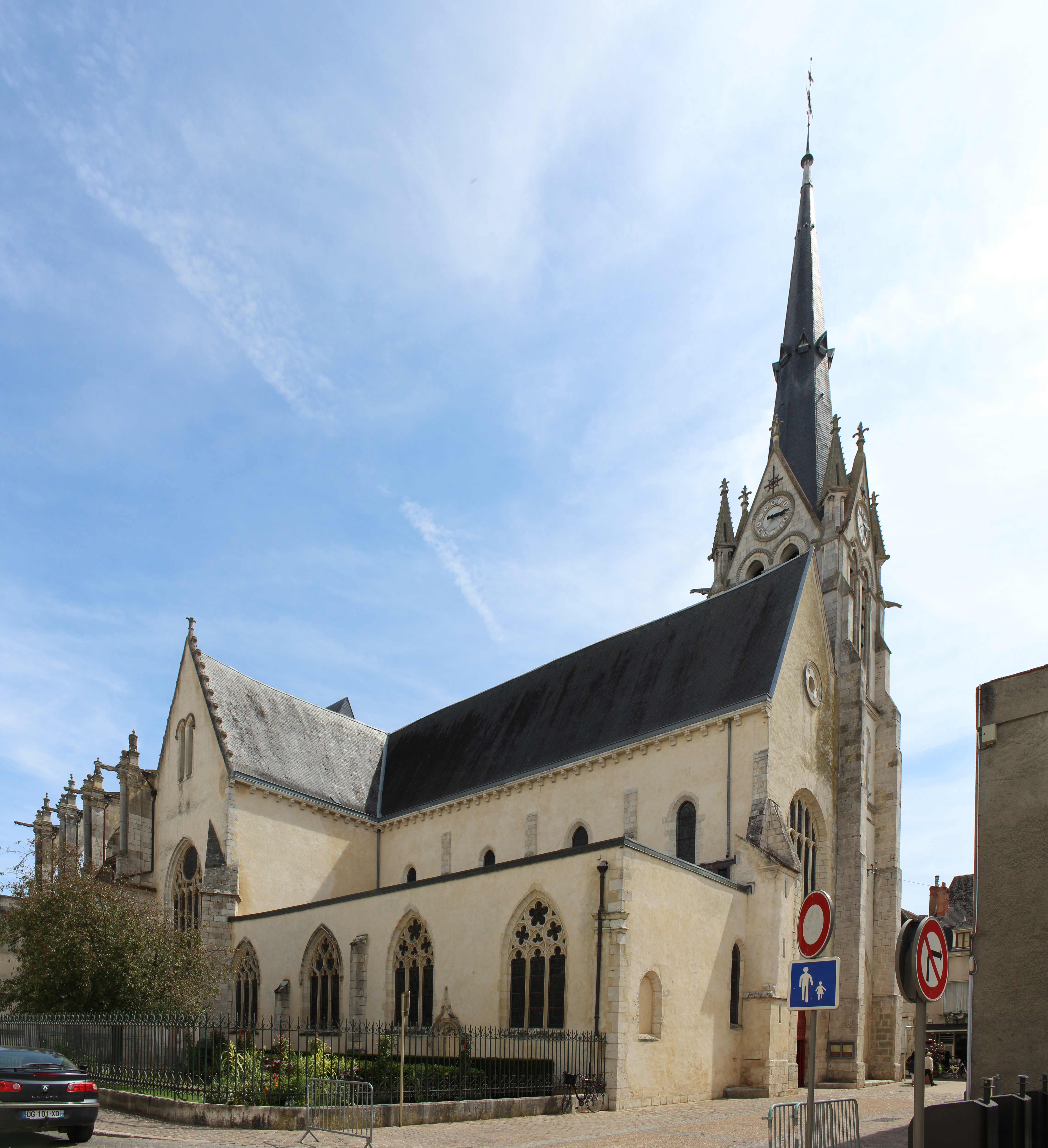
Église Sainte-Madeleine.

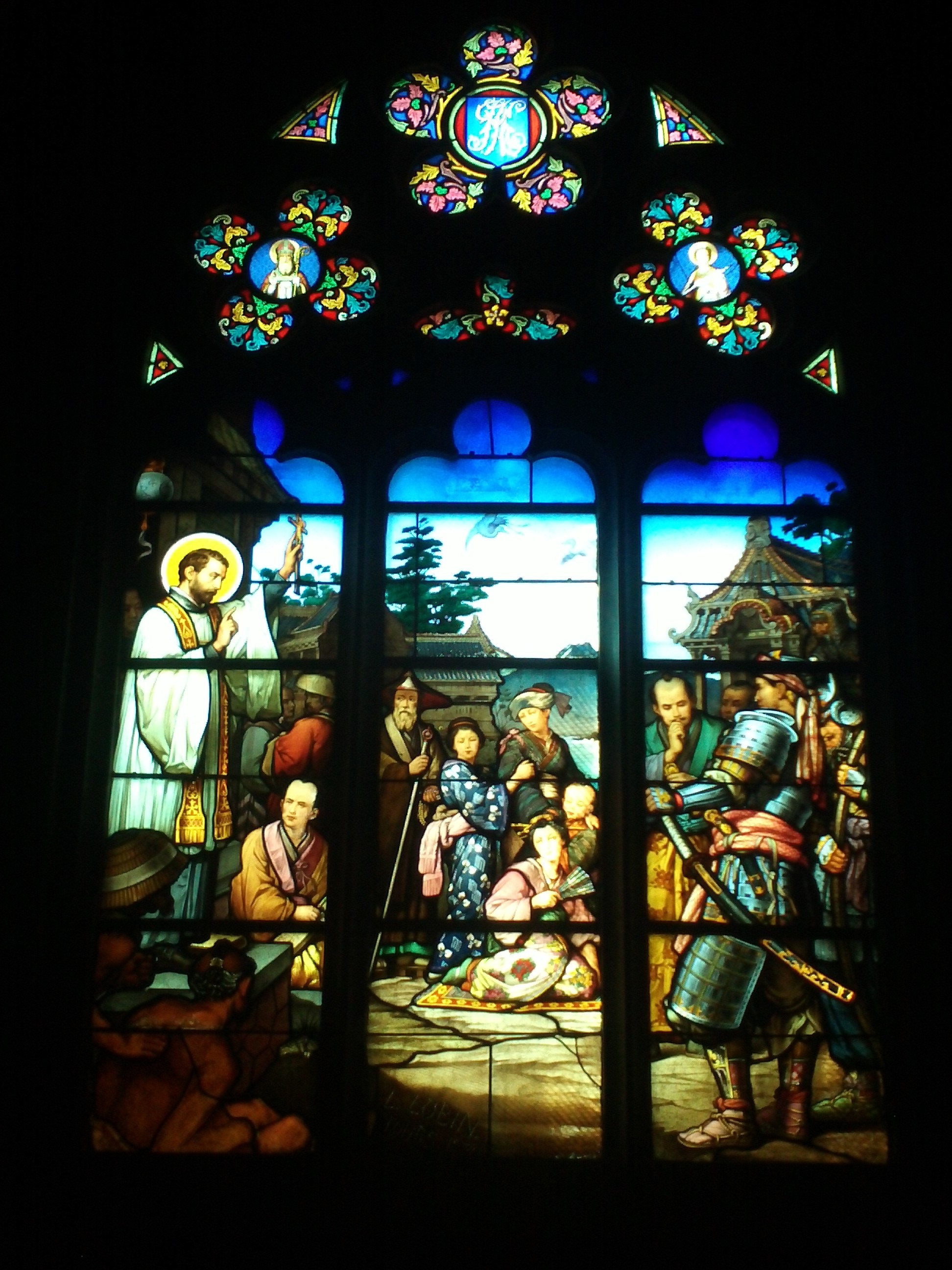
Vitrail représentant des Japonais convertis.

Communément appelée église de la Madeleine ou église Sainte-Madeleine et parfois église Sainte-Marie,, cette église date des XIIe, XVe et XVIe siècles et seconde moitié du XVIIe siècle. Elle a été restaurée et complétée sous la direction d'Eugène Viollet-le-Duc à partir de 1863. Elle est classée au titre des monuments historiques par arrêtés des 10 février 1909 (ensemble sauf la tour-clocher) et Modèle:Date France- (tour-clocher).
La nef, construite à la fin du XIIe siècle, est le reste de la première église paroissiale indépendante du château, probablement fondée par Philippe Auguste. Les chapelles du flanc gauche ont été ajoutées à la fin du XVe siècle ou au début du XVIe siècle.
Le chœur est la partie la plus remarquable. Il a été construit après l'incendie du 25 juillet 1525, qui détruisit presque toute la ville. L'aide financière du roi arrive dès 1526. La voûte de la dernière chapelle à droite porte la date de 1545. Les travaux durent être interrompus dans la période trouble de 1562-1567, où la Madeleine est pillée par les huguenots. Les chapelles du flanc gauche sont voûtées en 1571-1572. Une fois achevé l'étage des chapelles, on passe à la construction des piliers. Le marché de construction d'un pilier est signé le 31 janvier 1574. La voûte du déambulatoire derrière le maître-autel est datée de 1586. Les travaux auraient été achevés en 1608 : la dédicace a lieu le 22 avril 1618. Les voûtes du vaisseau central, en brique et en plâtre, datent de 1860. Il semble que le vaisseau central soit resté couvert d'une charpente jusqu'à cette date. La construction de chœur a été attribuée, sans preuve mais non sans vraisemblance, à Jacques Androuet du Cerceau, le célèbre architecte de Renée de France.
Du Cerceau vient à Montargis et travaille pour Renée de France dès 1560. En 1581, il habite en permanence à Montargis. L'on admet généralement que si Du Cerceau est intervenu sur le chantier de la Madeleine, ce ne pourrait être que trop tardivement pour participer à la définition du parti. Rien n'est moins sûr. Car ce qui fait l'originalité du chœur de Montargis, ce n'est pas son plan, assez banal, mais le traitement des vaisseaux en église-halle : le vaisseau central, les collatéraux et le déambulatoire, très élancés, ont la même hauteur. Ce parti rappelle certaines églises italiennes, les églises gothiques du Sud-Ouest de la France ou les Hallen-Kirche du gothique tardif de l'Allemagne du Sud. Or le choix de ce parti, que l'on ne peut attribuer qu'à un maître, a bien pu n'intervenir que tardivement puisque l'implantation des piliers ne date que des années 1570. La première allusion à Jacques Androuet Du Cerceau comme architecte du chœur de la Madeleine remonte à 1630.
Les voûtes de la nef ont souffert de l'effondrement du clocher en 1656. Sans doute ont-elles été refaites, au moins partiellement, à cette occasion.
Les derniers grands travaux datent de 1860 et ont été menés par Viollet-le-Duc et Anatole de Baudot : construction des parties hautes et de la flèche de la tour-clocher, des chapelles droites de la nef, du portail du bras droit, des voûtes du vaisseau central du chœur ; peinture polychrome pour l'ensemble.
La plupart des vitraux datent des années 1860, sortis des ateliers Lobin de Tours. Ils incluent le seul vitrail de France représentant des Japonais convertis,. Un autre de ces vitraux représente le combat du célèbre chien de Montargis dans son duel avec Macaire, l'assassin de son maître Aubry de Montdidier. Celui représentant la Cène a été restauré en 1995,. Une verrière de la nef, Baptême du Christ, est de l'atelier Gaspard Gsell de Paris ; elle est signée GL (Gsell Laurent) et date de 1878.

#### Autres édifices

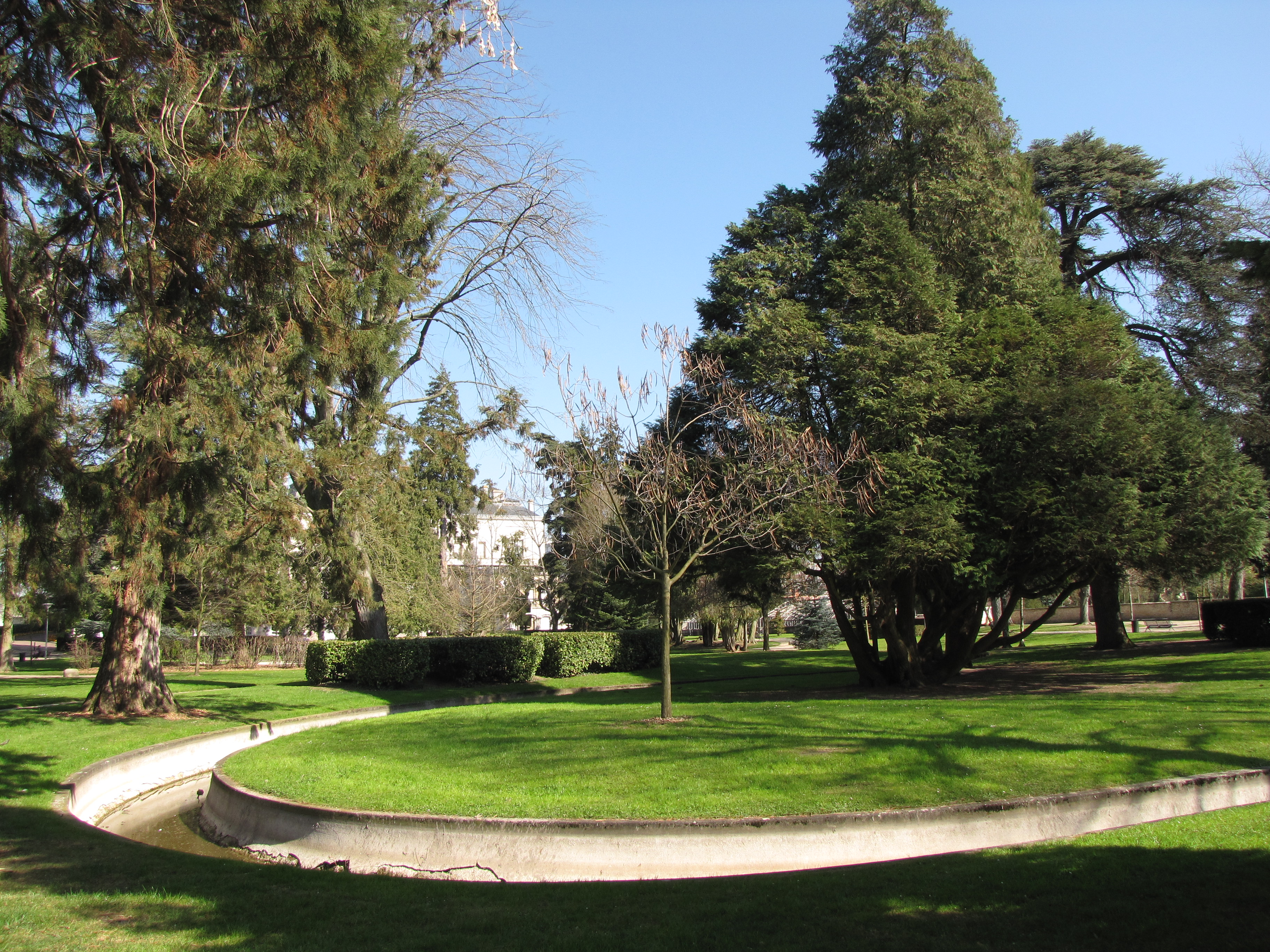
Jardin Durzy derrière l'hôtel Durzy.

- Hôtel Léorier, construit entre 1818 et 1821, situé à l'angle de la rue Dorée et du boulevard des Belles-Manières, où vécurent Joseph Léorier et sa famille jusqu'en 1883. Cet hôtel particulier, avec une façade à pignon à redents, est construit dans le style romantique de la Restauration, desservi par une galerie extérieure de 16 mètres de long en appui sur l'ancien rempart du château de Montargis. Il comprenait à l'origine, dans l'ancienne tour du rempart aménagée en pavillon vers 1830, au rez-de-chaussée, un bain turc à étuves et à l'étage un salon oriental.
- Hôtel Barthélémy Prevost, ancien hôtel particulier Renaissance, situé dans le quartier de La Pêcherie, abritant actuellement l'agence principale du Crédit Agricole.
- Hôtel Ravault, rue Raymond Tellier, où vécut Georges Ravault, avocat au bailliage de Montargis en 1789. Ce dernier avait acquis l'hôtel de Michel Aulas de La Bruyère en 1781. C'est dans cette même maison que fut reçu Louis XIV lors de son séjour en 1696.
- Le château de Montargis
- Le nouveau groupe scolaire Jean Moulin, inauguré en 2013, réalisé par les architectes Richard & Schoeller. Ses formes douces et le toit végétalisé l’intègrent en tête du quartier en cours de requalification.
- Ancien couvent des Ursulines rue Jean Jaurès, devenu hôpital de l'Hôtel-Dieu (de la Révolution à 1993), fermé après la construction d’un nouvel hôpital, comportant une maison de retraite ; l’ancien hôpital est reconverti depuis en logements sociaux. Construit à partir de 1644, façade de la rue Jean-Jaurès reconstruite de 1926 à 1932. Classement partiel à l’Inventaire des monuments historiques le 11 avril 1994.
- Place du 18 juin 1940, plus couramment appelée « Le Pâtis » ou, de son ancien nom officiel, « place du Pâtis », une des plus grandes places de France.
- Salle des fêtes (place du 18 juin 1940) : salle de spectacle conçue par l'architecte Louis Philippon et inaugurée en 1925[116]. Elle possède un intérieur de style Art déco et une façade néo-Louis XVI[117].
- Maison de la Praline (rue du général-Leclerc, à proximité de l’église de la Madeleine, sur la place Mirabeau) : copie d'une maison néo-gothique qui fut construite en 1920 par René Coffre avec des sculptures de Jean Boucher, pour abriter le magasin de vente des établissements Mazet.
- Hôtel Durzy : ancien hôtel de ville de style néo-classique tardif, construit entre 1859 et 1861 par Étienne-Albert Delton pour abriter la fondation (école technique (lycée Durzy) et bibliothèque) créée par Philippe Durzy, chef de bataillon dans les armées de Napoléon. Il est situé au croisement de la rue du Faubourg de la Chaussée et du boulevard Durzy, le long du canal de Briare. Racheté par la ville en 1881, il abrite aujourd’hui le musée Girodet. La salle des mariages date d'environ 1925 et est de style néo-gothique. Son jardin contient un savonnier, des séquoias, un cèdre bleu, un noyer noir, et un ginkgo[118]. Dans le jardin sont visibles des arcades, vestiges de l'hôtel Tournemotte de Lorris du XIIIe siècle. Cai Hesen, étudiant et futur dirigeant chinois qui a séjourné plusieurs années à Montargis, y a publiquement exposé du 6 au 10 juillet 1920 ses théories politiques sur l'avenir de la Chine et sa relation hors mariage avec son amie Xiang Jinyu.
- Ancienne caisse d’épargne (en face de l’hôtel Durzy), construite en 1904 par un certain Brochon, architecte à Montargis.
- Les anciens bains-douches, 8 boulevard du Rempart, financés par la Caisse d’Epargne[119] et inaugurés le 15 août 1921 ; à l'époque le lieu est fréquenté essentiellement par une clientèle ouvrière et par l'importante population d'étudiants chinois rattachés à la ville.
- Ancien monastère au croisement de la rue du Général-Leclerc et du Puiseaux, devenu prison en 1792. De nos jours, c'est le palais de justice et sert de centre de semi-liberté pour les gens condamnés à des TIG.
- La maison Feuillette, maison en paille, première construction d'Europe[120] (du monde, selon certains[121]) isolée en bottes de paille avec une ossature bois, a été réalisée en 1920 par l’ingénieur Émile Feuillette au 69 rue des Déportés et Internés de la Résistance. Toujours en très bon état et habitée, le RFCP (Réseau Français de Construction en Paille) l'a rachetée en 2013 pour y établir le futur Centre national de la construction en paille[120],[121]. L'appel d'offre pour l'architecture du bâtiment destiné aux formations se fait en 2020 : le CNCP compte sur les formations payantes pour rembourser l'emprunt qui a contribué à acheter la maison.
- L'hôtel Desormeaux, construit vers 1770 par Simon Desormeaux, receveur du duc d'Orléans, intègre deux tours des anciens remparts de la ville. Il a abrité René Dumont[122]. Plusieurs maisons du centre de Montargis, notamment le long du canal de Briare, intègrent de la même manière des tours de remparts.
- La caserne Gudin, classée monument historique en 2021.

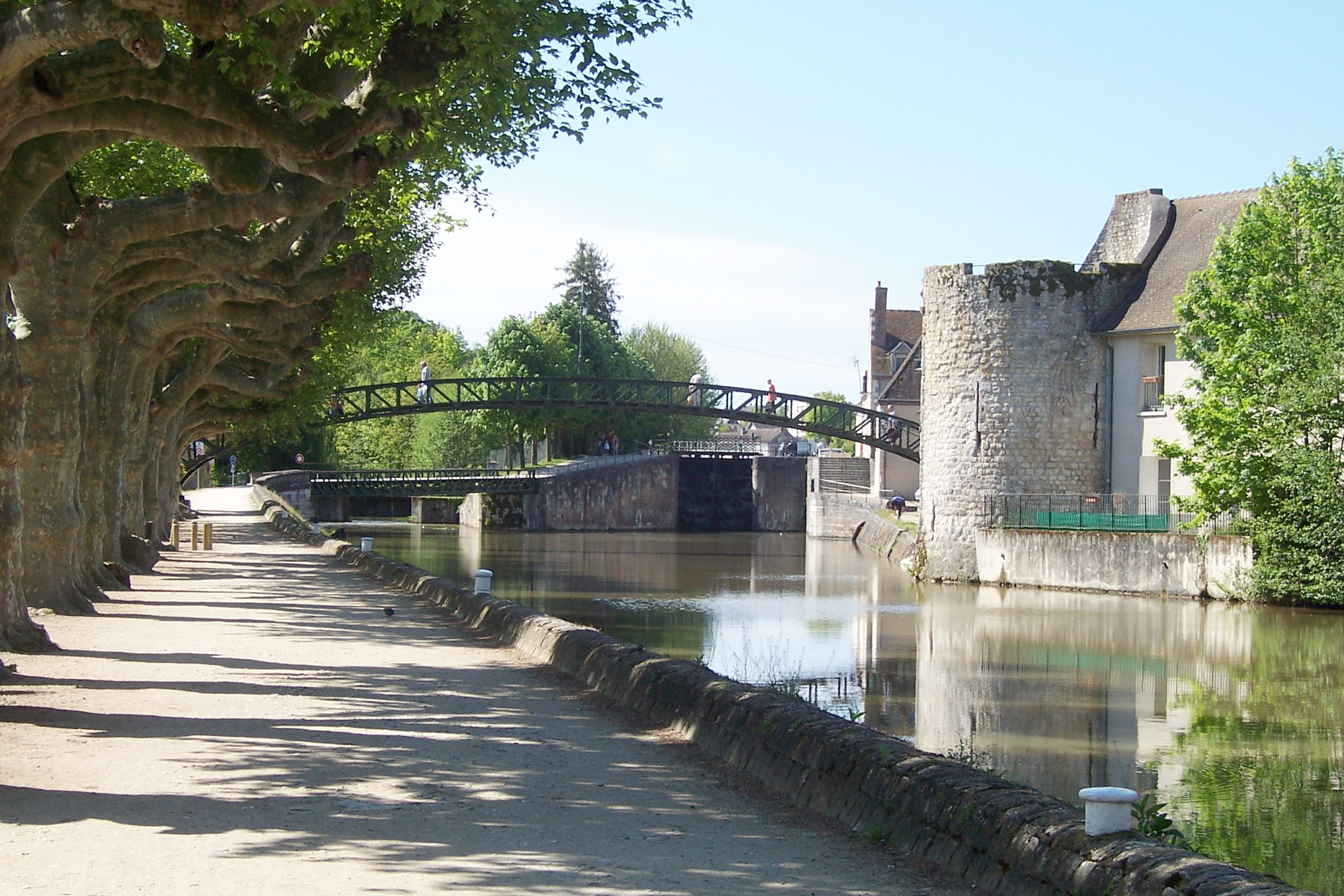
Passerelle Victor-Hugo construite en 1891 en style Eiffel sur le canal de Briare.
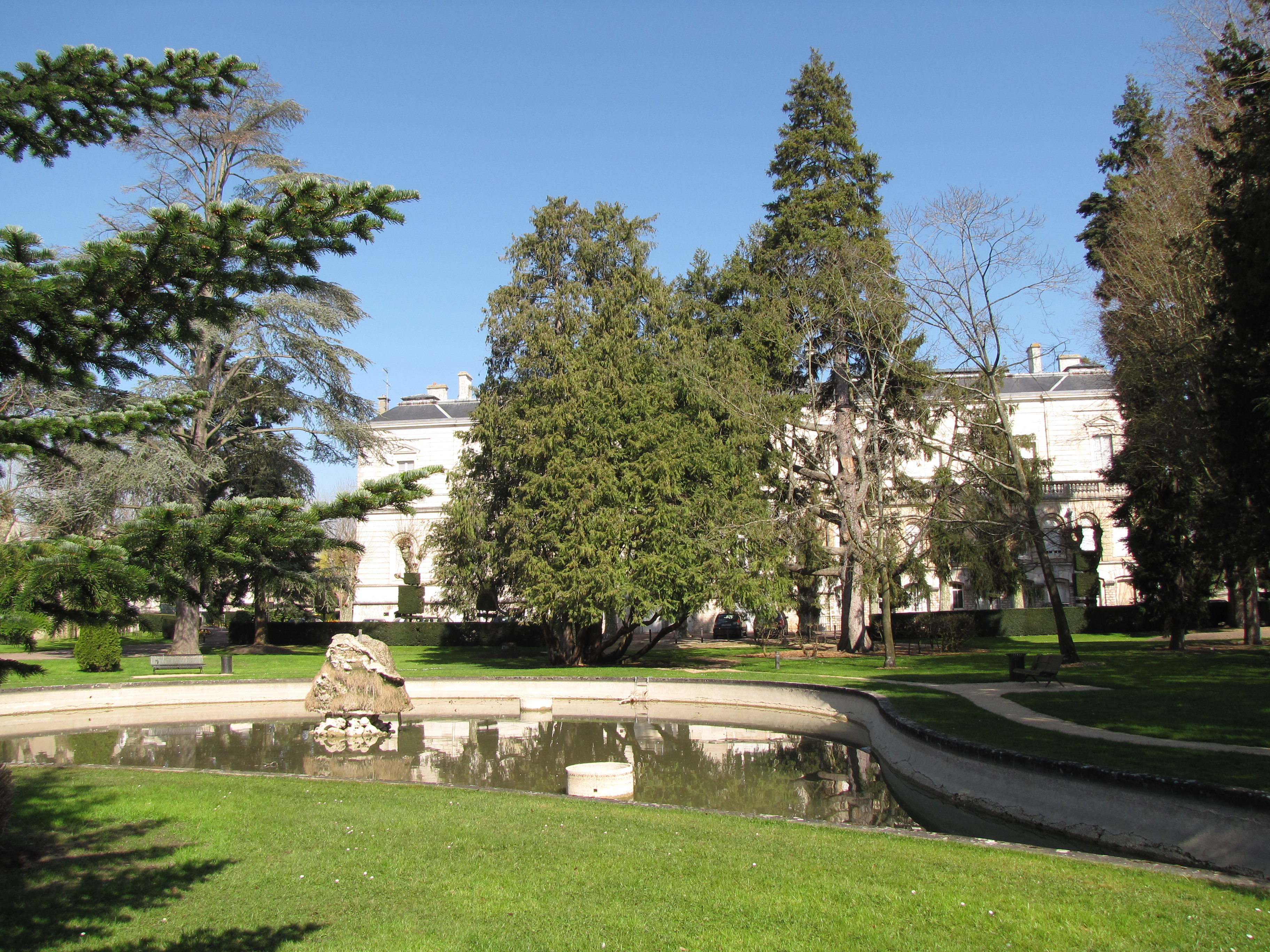
Jardin et hôtel Durzy.
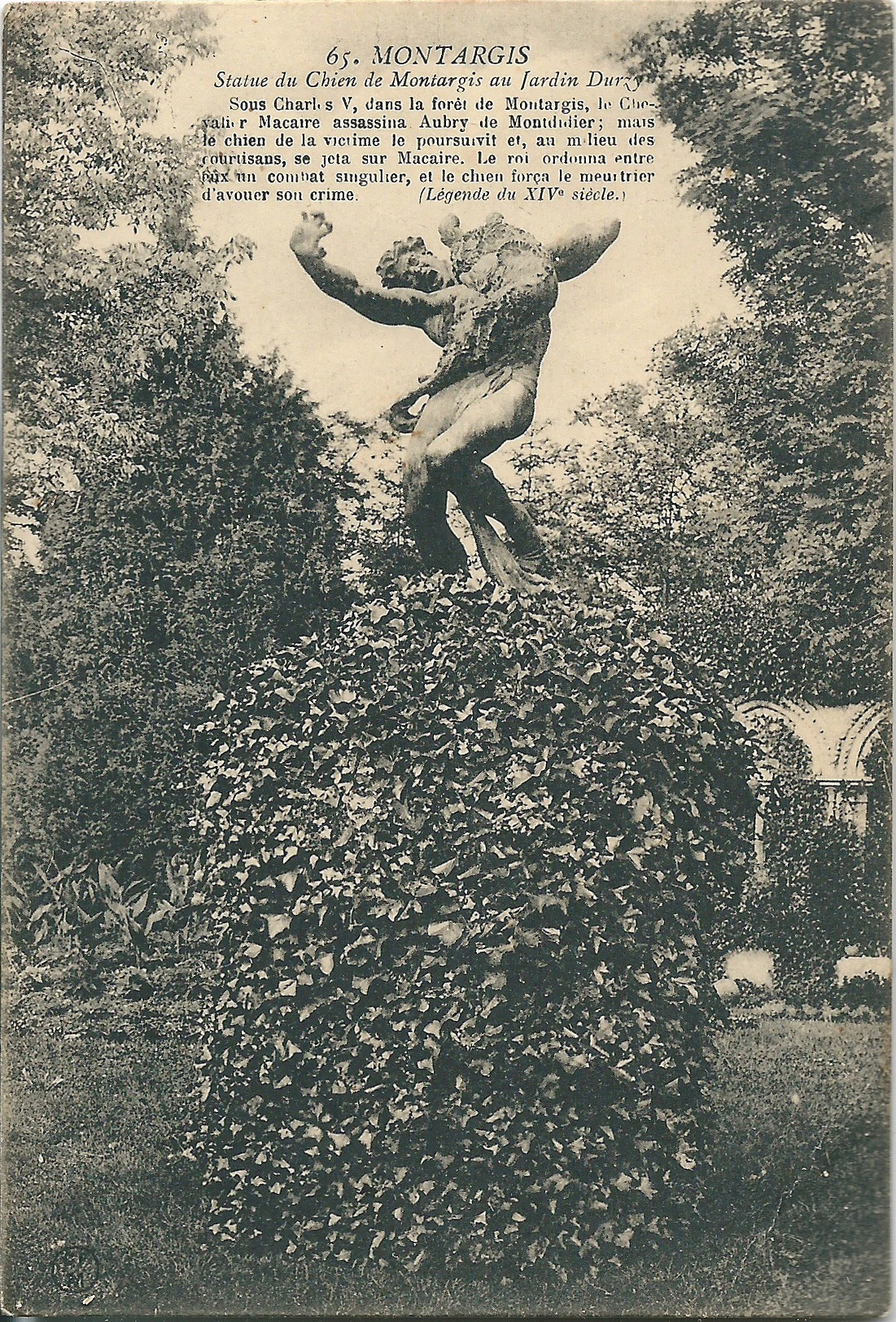
Statue du duel du chien de Montargis devant l'hôtel Durzy.

#### Ponts et voies d'eau
Elle est caractérisée par ses nombreuses voies d'eau sillonnant la ville, avec un nombre de ponts assorti dont certains des plus remarquables se trouvent sur le trajet du « circuit des ponts » mis sur pied par l'office de tourisme. Le canal de Briare et le Loing ceignent l'est et le nord de la vieille ville, le Puiseaux la traverse du sud au nord, et plusieurs canaux la sillonnent d'est en ouest en reliant ces deux voies d'eau.
On peut noter la passerelle Victor Hugo sur le canal de Briare, construite dans le style Eiffel en 1891 et moins connue sous le nom de passerelle de la Marolle, qui relie le boulevard Durzy et le boulevard des Belles-Manières : confluence d'un bras du Loing avec le canal de Briare, c'était le point de relâche des coches d'eau, que le boulevard des Belles-Manières reliait au relais des diligences à l'hôtel de la Poste sur la place Victor-Hugo (extrémité sud de la rue Dorée). Le boulevard des Belles-Manières est ainsi nommé car il était la promenade favorite du « beau monde » de l'époque.
Le pont Saint-Nicolas, ou pont de la Société Générale, toujours sur le canal de Briare, était le pont de l'une des cinq anciennes portes de la ville ; achevé en 1855, il a remplacé un autre pont situé 29 mètres plus loin : le but de cette nouvelle construction était d'aligner la rue Dorée et la gare,. La passerelle Saint-Nicolas, 128e pont de Montargis, a été construite en 2006 à l'emplacement de l'ancien pont Saint-Nicolas.
Le Pont Neuf, du début du XVIIe siècle, relie la rue de la Poterne et l'ancienne place des Halles (actuellement place de la République). Il est constitué de deux ouvrages maçonnés dont l'un enjambe le bras d'eau de l'Étoile (à droite sur la photo ci-dessous) et celui du moulin de la Pêcherie (à gauche sur la photo).
Le pont du Loing n'enjambe pas le Loing mais le canal de Briare.
Il existe de nombreux autres ponts et passerelles dans Montargis (131), d'où le surnom « Venise du Gâtinais ».
Les beaux platanes qui bordent le canal de Briare sur pratiquement toute la traversée de la ville ont été plantés en 1790 sur ordre de François Bizot, directeur des canaux de cette époque.

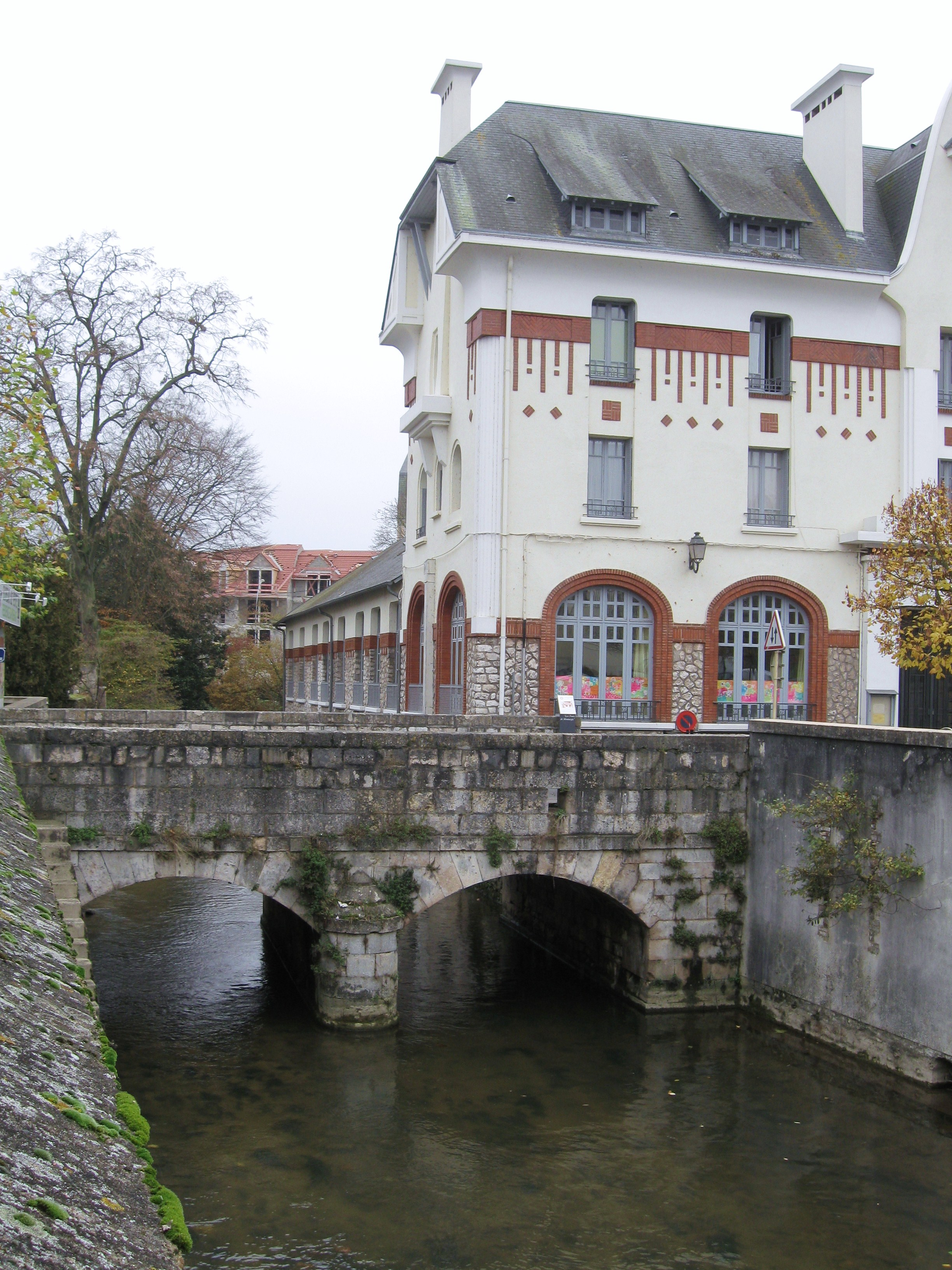
Pont Girodet, dans la rue du même nom, sur le Puiseaux.
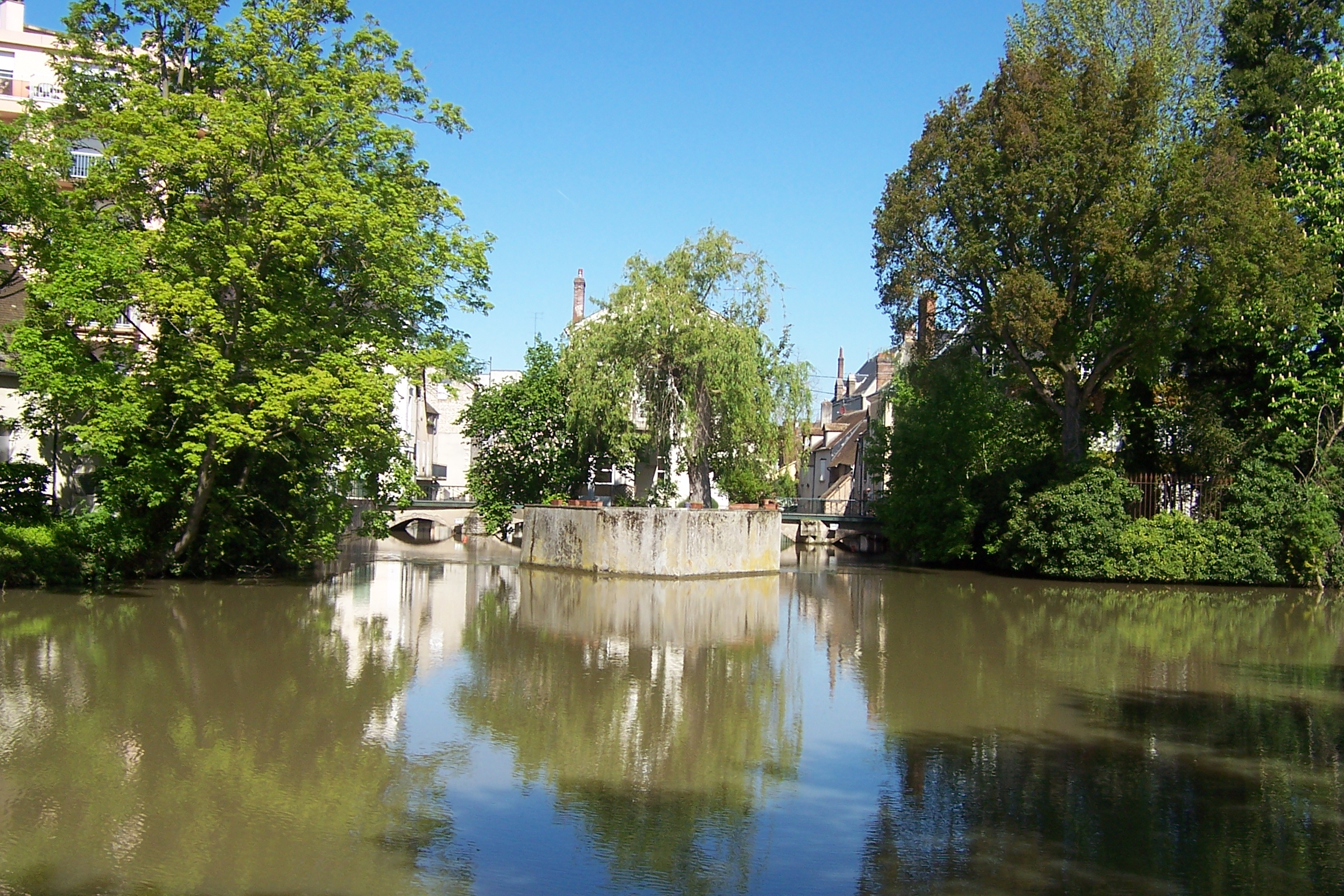
Pont Neuf. Canal de Briare en premier plan, voie d'eau de l'Étoile au fond à droite et celle du moulin de la Pêcherie à gauche.
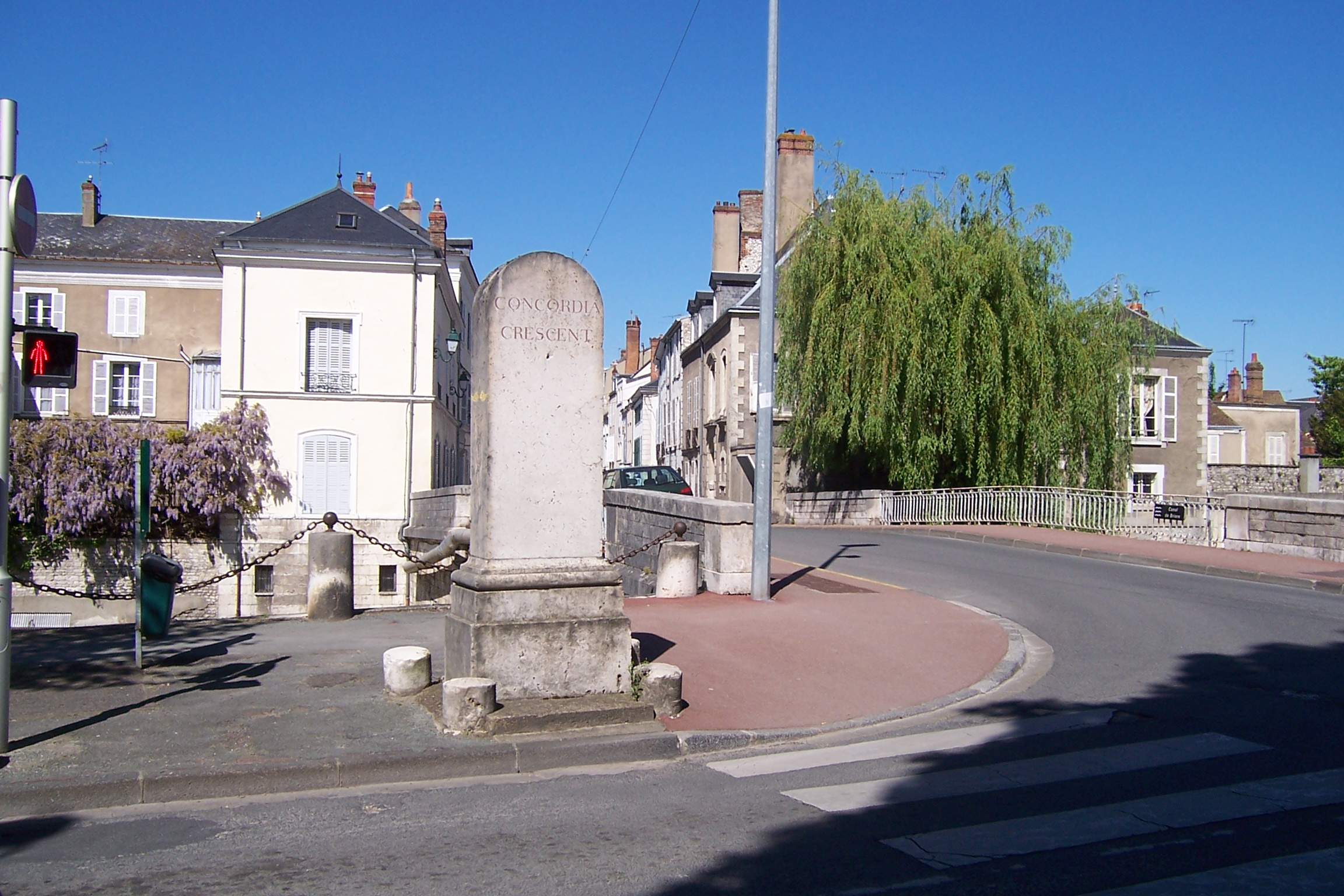
Pont du Loing sur le canal de Briare.

### Équipements culturels

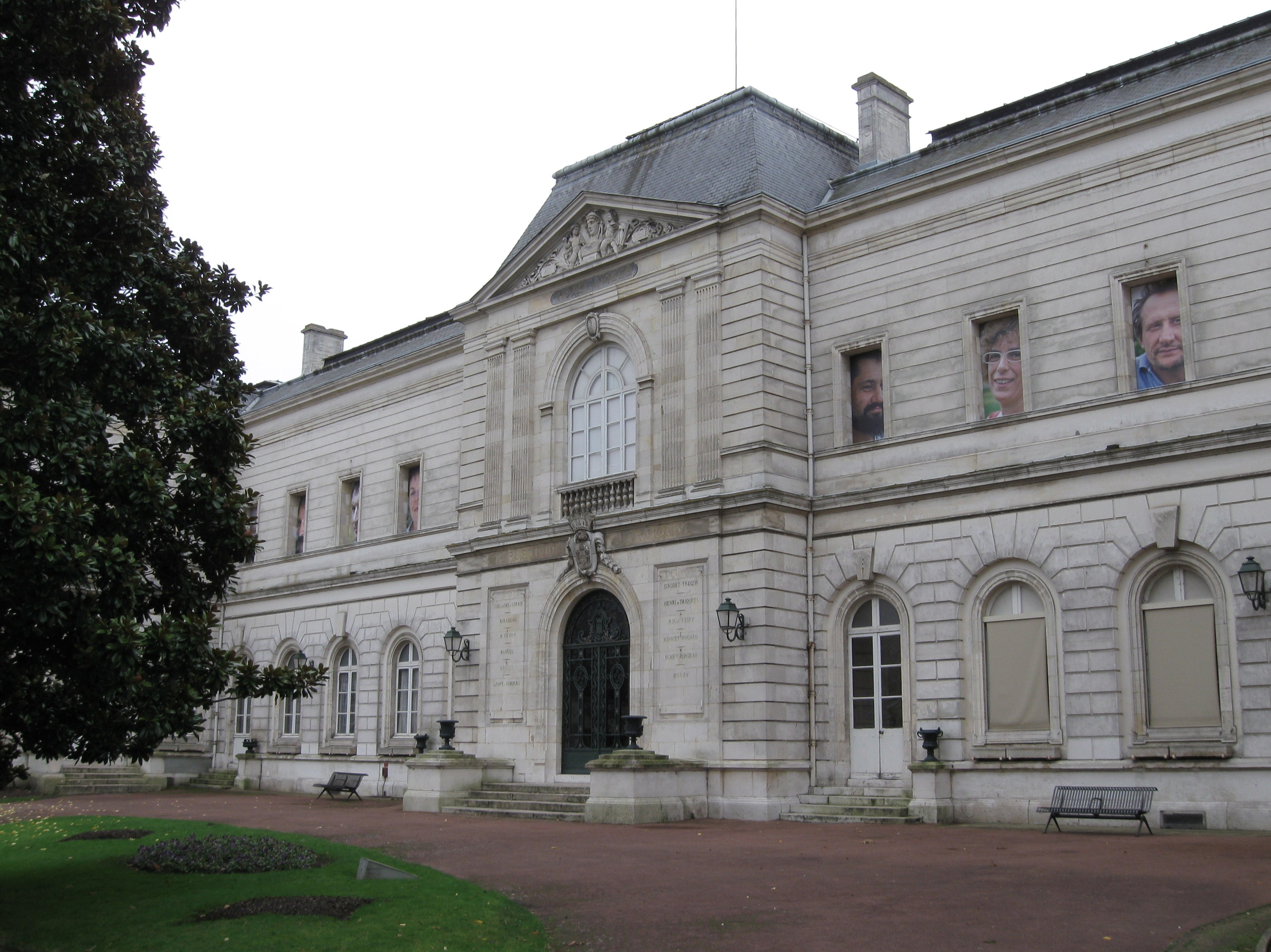
L'hôtel Durzy.

- Cinéma AltiCiné, Multiplexe de 9 salles (regroupement du Tivoli et de l'Alhambra, anciennes salles historiques de la ville) ;
- Médiathèque municipale ;
- Musée Girodet, situé dans l'hôtel Durzy[124] ;
- Musée des tanneurs, installé dans une demeure du XVIe siècle[125] ;
- La société d'émulation de l'arrondissement de Montargis (SEM) ;
- Conservatoire de musique et de danse ;
- Musée historique de l'amitié franco-chinoise[126].

### Montargis au cinéma et à la télévision
- Plusieurs scènes du film de Pascal Thomas, les Zozos (1973), ont été tournées à Montargis.
- La forêt de Montargis a été le lieu du tournage de certaines scènes du film Les Visiteurs (1993) avec Jean Reno et Christian Clavier, lorsqu’ils sont transportés dans le temps et se retrouvent dans une forêt.
- Montargis est le lieu de tournage du film Week-end Montargis, film parodique présent dans Le gros DVD (2001) de Kad et Olivier.
- Dans le film Tais-toi ! (2003), réalisé par Francis Veber, Quentin, incarné par Gérard Depardieu, se réclame être de Montargis (« J'm'appelle Quentin, j'suis d'Montargis » répète-t-il régulièrement). Certaines scènes tournées dans un bar abandonné ont été filmées dans un bar de Montargis, à côté de la rue Dorée.
- Dans la série télévisée Scènes de ménages diffusée sur M6, les personnages d'Huguette et Raymond font souvent référence à leur rencontre à Montargis et les vacances qu'ils y ont passées.

### Montargis et la chanson
Une chanson de l'artiste David TMX s’intitule Voir Montargis et mourir.
Dans sa chanson C'est au mois d'août, Pierre Perret évoque Montargis à propos d'un départ en 2 CV en vacances (avant les autoroutes) depuis la région parisienne à Saint-Tropez : « à peine 12 heures plus tard on voyait déjà Montargis ».

### Gastronomie
Les pralines : amandes grillées et caramélisées selon une recette due à Clément Jaluzot, officier de bouche du duc de Praslin sous Louis XIII. Cette recette a été reprise à la fin du XIXe siècle par la maison Mazet, maison de confiserie fondée à Montargis par Clément Jaluzot, et s'est perpétuée jusqu'à nos jours.
Les crottes du Chien, célébrant le chien de Montargis, sont un praliné noisette dans une coque de nougatine entourée de chocolat noir.

### Personnalités liées à la commune

#### Naissance à Montargis
- Gatien de Courtilz de Sandras (1644-1712), écrivain, né à Montargis ;
- Jeanne-Marie Bouvier de la Motte dite Madame Guyon (1648-1717), née à Montargis, connue pour son œuvre mystique et sa longue correspondance (environ 27 ans) avec Fénelon, et comme lui inquiétée pour un supposé quiétisme ;
- Jacques-François Le Boys des Guays (1740-1832), magistrat et homme politique français des XVIIIe et XIXe siècles, né à Montargis ;
- Pierre Louis Manuel (1751-1793), procureur général de la commune de Paris en 1791, né à Montargis, mort guillotiné ;
- Girodet-Trioson (1767-1824), peintre, y est né et y a passé son enfance ;
- Charles Étienne Gudin de la Sablonnière (1768-1812), général d'Empire, né à Montargis, mort à Smolensk (nom gravé sous l'Arc de triomphe : 15e colonne) ;
- Jacques-Alphonse Testard (1810-1875), peintre, né à Montargis ;
- Louis Jacques Bresnier (1814-1869), orientaliste, né à Montargis ;
- Alfred François Guès (1833-1915), peintre, né à Montargis ;
- Albert Moreau (1869-1915) et son frère André (1886-1965), pionniers de l'aviation, nés à Montargis ;
- Albert Thierry (1881-1915), instituteur, écrivain et syndicaliste, né à Montargis et mort au front le 26 mai 1915 à Aix-Noulette ;
- Eugène Frot (1893-1983), député et ministre, né à Montargis ;
- Jean-Marie Proslier (1928-1997), comédien et humoriste, né à Montargis ;
- Annie Roblin-Jouve (1943–2014), préhistorienne spécialiste du Bassin Parisien, née à Montargis[128] ;
- Eddie Kuligowski (1946-2021), photographe, né à Montargis ;
- Gaëtan Huard (1962), footballeur, né à Montargis ;
- Patricia Petibon (1970), cantatrice, née à Montargis ;
- Pierre Moure (1983), acteur, né à Montargis ;
- Jérémy Amelin (1986), chanteur, producteur, parolier et styliste, né à Montargis ;

#### Mort à Montargis
- Renée de France (1510-1575), fille cadette de Louis XII et d'Anne de Bretagne, morte à Montargis ;
- Amicie de Montfort, fille de Simon IV de Montfort, fondatrice et première abbesse du couvent dominicain à Montargis où elle meurt le 20 février 1252 ou 1253 ;
- Aliénor d'Angleterre (également appelée Éléonore d'Angleterre, Aliénor Plantagenêt ou Aliénor de Leicester), née en 1215 à Gloucester et morte le 13 avril 1275 au couvent dominicain à Montargis, est la plus jeune fille du roi Jean d'Angleterre et d'Isabelle d'Angoulême ;
- Louis de Règemorte (ca. 1709-1774), ingénieur, constructeur de ponts dont le plus célèbre est celui qui porte son nom à Moulins (Allier). Résident de Montargis où il a réalisé plusieurs aménagements d'urbanisme, il y est mort et a été enterré dans l'église de la Madeleine ;
- Jean-Baptiste Arnaud (1754-1823), général des armées de la République et de l'Empire, né à Carcassonne et mort à Montargis ;
- Jacques-Valère Clément (1763-1839), général des armées de la République et de l'Empire, mort à Montargis ;
- Charles-Joseph Christiani (1772-1840), général des armées de la République et de l'Empire (nom gravé sous l'Arc de triomphe), mort à Montargis (inhumé à Paris, cimetière du Père-Lachaise) ;
- François Maulmond (1772-1838), général des armées de la République et de l'Empire, mort à Montargis ;
- Léon-Frédéric Rondeau (1793-1857), personnalité politique du Loiret, mort à Montargis[129] ;

#### Autres
- Louis-René-Madeleine de Latouche-Tréville (1745-1804), amiral et seul à avoir mis Nelson en échec à plusieurs reprises, s'est retiré un temps à Montargis avant d'être de nouveau appelé au service ;
- Cosme Gaillard (1750-1829), homme politique, député du Loiret le 26 juillet 1793.
- Noël Michel Appert (1751-1836), homme politique, député du Loiret au Conseil des Anciens.
- Jean-Baptiste Louvet de Couvray (1760-1797), écrivain et homme politique français, né et mort à Paris, inhumé à Montargis ;
- Louis Pierre Nicolas Marie Lepage (1762-1823), homme politique, député du Loiret à la Convention.
- Alexandre Périer (1774-1846), maire de Montargis et député du Loiret (1817-1824 et 1827-1831), enterré à Montargis, frère de Casimir Périer ministre de Louis-Philippe, grand-oncle du président de la République Jean Casimir-Périer[130] ;
- Henry de Triqueti (1803-1874), sculpteur français, né au château du Perthuis à Conflans-sur-Loing, fils du baron Michel de Triqueti, ancien représentant du roi de Sardaigne à Amsterdam, d'origine piémontaise. Élève du peintre Louis Hersent. Mort à Paris. Époux d'Émilie Forster, petite-fille du sculpteur britannique Thomas Banks ;
- Paul Deschanel (1855-1922), président de la République française. C'est près de Montargis qu'il tomba accidentellement du train de nuit le 24 mai 1920, mésaventure qui eut part dans sa démission le 21 septembre suivant ;
- Louis Philippon (1879-1928), architecte, né à Saint-Maurice-sur-Fessard, architecte notamment de la salle des fêtes de Montargis, inhumé au cimetière de Montargis ;
- Raymond Laforge (1898-1941), militant communiste et instituteur à Montargis, fusillé comme otage à Châteaubriant[131]. Son corps est resté à Moisdon-la-Rivière (Loire-Atlantique).
- Jean Moulin (1899-1943), sous-préfet de Montargis en 1934 (n'a jamais exercé la fonction) ;
- René Dumont (1904-2001), agronome français. Sa mère était directrice du collège du Chinchon. En 1920, René Dumont y côtoie les jeunes Chinois (voir ci-dessous) ;

- Sur l'initiative de Li Shizeng, fondateur du Mouvement Travail-Études, une importante communauté chinoise a habité Montargis à partir de 1912 et jusque dans les années 1920[132] : Deng Xiaoping et Zhou Enlai y passèrent une partie de leur jeunesse, ainsi que d'autres moins connus (dont Li Weihan, vice-président du Sénat, Li Fuchun, vice-Premier ministre, ou Chen Yi, qui fut ministre des Affaires étrangères de 1958 à 1972). Venus étudier au collège Gambetta pour les garçons, au lycée du Chinchon pour les filles[133], et d'autres étudiant l'agronomie au lycée Durzy, la plupart travaillaient à l'usine de produits caoutchouteux Hutchinson, à Châlette-sur-Loing[134],[135] ;

- Roland Duval (1933-2018), scénariste et critique de cinéma, a enseigné pendant de longues années au lycée en Forêt où il eut comme élève le futur réalisateur Pascal Thomas, dont il écrivit par la suite les scénarios de plusieurs films ;
- Philippe Bilger (1943-), magistrat, enfance à Montargis, pensionnaire du Lycée Saint-Louis ;
- David Le Frapper (1971), footballeur ;
- Jean-Marc Dorangeon (1971-), direction des programmes (notamment au sein de RTL Group) ;
- Franck Gava (1971-), international français de football ;
- Gaëtan Roussel (1972) et Robin Feix du groupe musical de rock Louise Attaque, ont étudié et se sont rencontrés au lycée en Forêt de Montargis[136] ;
- Salim Sdiri (1978), recordman de France de saut en longueur en salle, licencié au club de l'USM Montargis[137] ;
- Flora Coquerel (1994), élue Miss Orléanais à Montargis le 6 octobre 2013 puis Miss France en 2014 ;
- Serhou Guirassy (1996), footballeur international guinéen, à grandi à Montargis et a débuté le football à l'USM Montargis ;

### Héraldique
| Blason de Montargis | Blason  | D'azur à la lettre capitale M d'argent surmontée d'une couronne royale fermée du même, accompagnée de trois fleurs de lis d'or, celle de la pointe accostée des lettres capitales L et F d'argent; à la filière du même (site de la mairie). |
| Blason de Montargis | Détails | Beaucoup de versions différentes au cours des siècles entre les deux blasons présentés. |
| Blason de Montargis | Alias   | D'azur semé de fleurs de lis, à la lettre capitale M surmontée d'une couronne de marquis, le tout d'or. (version originelle d’Hozier) |